# بيزا

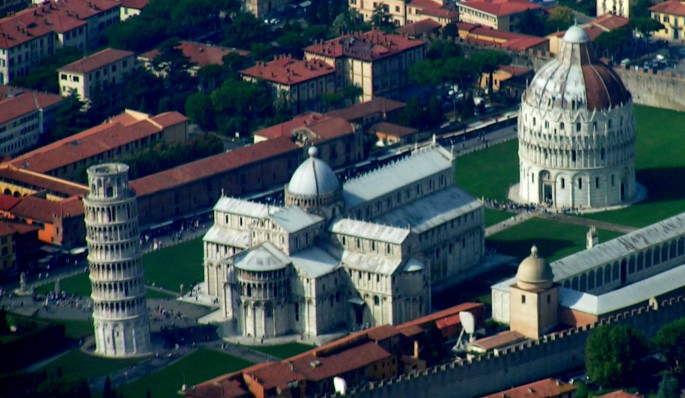

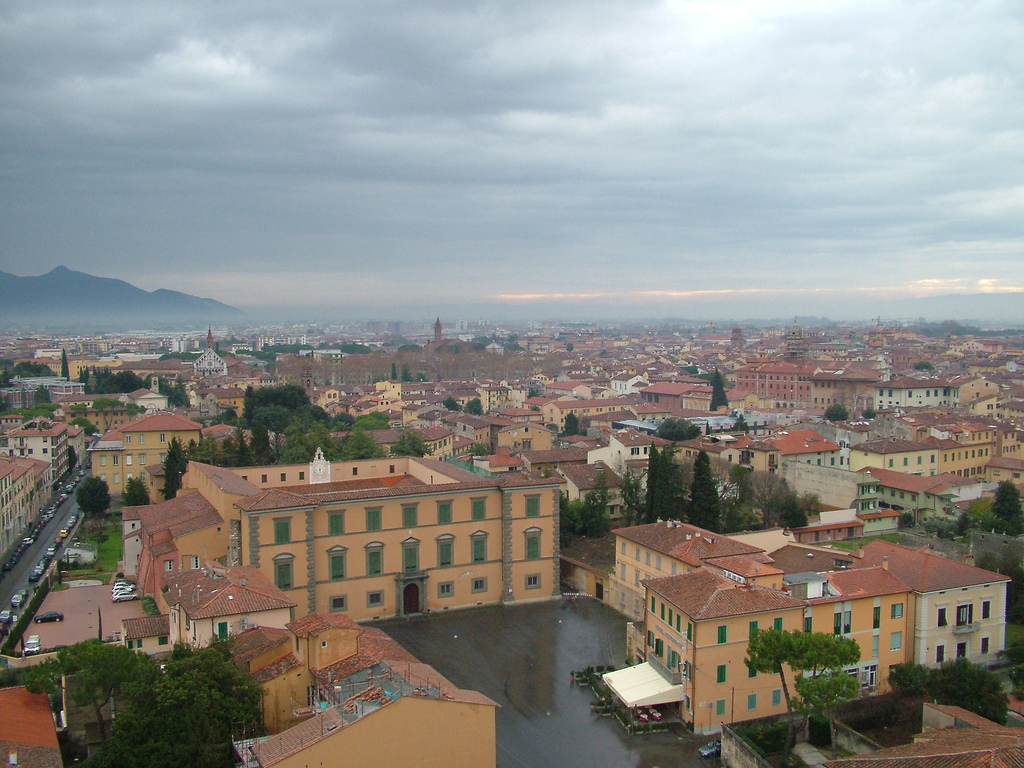

بيزا (بالإيطالية: Pisa)، وذكرها الإدريسي باسمي بيش وبيشة، مدينة إيطالية تقع في إقليم تُسكانة على مقربة من البحر الأبيض المتوسط بين مدينتي فلورنسا ولفرنة. وهي عاصمة مقاطعة بيزا، عدد سكانها 88.363 نسمة، على يمين نهر أرنو، بالقرب من ساحل بحر لغرية وتبعد عن مدينة لفرنة حوالي 20 كم شمالا، تشتهر بوجود برج بيزا المائل فيها. وبها أهم مطار في توسكانا وهو مطار غاليليو، وبها ثلاثة جامعات.
من أشهر معالمها توجد في Piazza dei Miracoli ساحة المعجزات المعلنة كأحد مواقع التراث العالمي، وهي الكاتدرائية الرخامية التي استمر بناءها من عام 1064 م حتى عام 1118 م بأسلوب بناء روماني بأبواب برونزية، كما يجد بها برج بيزا المائل المبني في القرن الثاني عشر بطول 55 متر والذي أخذ شكله المائل مباشرة بعد بدء بناءه.

## السكان
في سنة 1861 بلغ عدد السكان 43٬835 نسمة، وتطور العدد ليصل في سنة 2011 لـ 85٬858 نسمة.
يظهر هذا المخطط البياني تطور النمو السكاني لـ بيزا

## التاريخ
بيزا مدينة تاريخية ومن ضمن مبانيها برج بيزا المائل..
وكان هناك عضماء التاريخ وولدو هناك ومنهم جاليليو جاليلي وليو
ناردو دا فينشي.
بيزا مدينة إيطالية، كان لها تاريخ مميز في حوض البحر المتوسط، وفي علاقاتها مع المشرق العربي في القرون الوسطى، لاسيما في زمن الحروب الصليبية. تقع على الساحل الغربي لشبه جزيرة إيطالية، على نهر آرنو الذي دفع بدلتاه إلى البحر الليغوري، حتى أبعدت رواسبه بيزا عن خط الشاطئ مسافة 10كم منذ القرن الخامس عشر، حين كانت تقع على البحر مباشرة. وتبعد عن مدينة فلورنسا الواقعة شمال شرقيها نحو 80كم، عند تقاطع خط العرض 43درجة و42دقيقة شمالاً، مع خط الطول 10درجات و23دقيقة شرقاً. وهي الحاضرة الإدارية لمنطقة بيزا في محافظة توسكانا. قامت المدينة على سهل لحقي نهري واطئ منحها ظهيراً جغرافياً زراعياً، جعل منها مركزاً مهماً لتبادل المنتجات الزراعية وغيرها.

### العصور القديمة
ظلت أصول بيزا مجهولة عبر قرون. تقع المدينة عند ملتقى نهري آرنو وسركيو مشكلين لساناً بحرياً على البحر الليغوري أو ما يعرف بالاغونا. تختلف الآراء حول مؤسسيها بين البيلاسجيين والإغريق والأتروسكان والليغوريين. تؤكد البقايا الأثرية من القرن الخامس قبل الميلاد وجود مدينة على البحر تاجرت مع الإغريق والغال. ويوضح وجود مقبرة أترورية اكتشفت خلال حفريات في أرينا غاريبالدي عام 1991 أصولها الأترورية.
أشار كـُتـّاب رومان قدماء إلى أن بيزا مدينة قديمة. فذكر سيرفيوس بأن تيوتي أو بيلوبس ملك البيسيين أسس المدينة قبل ثلاثة عشر قرناً من ميلاد المسيح. وأرجع سترابون أصولها إلى نيستور ملك بيلوس الأسطوري، بعد سقوط طروادة. بينما شهـِد فيرجيل في الإنيادة بأن بيزا كانت بالفعل مركزاً عظيماً ومتطوراً ذلك الزمن ؛ وينسب تأسيس المدينة على الأراضي الإترورية لمستوطنين من ضفاف نهر ألفيوس.
و لا بد أن دور بيزا البحري كان بارزاً ذلك الوقت بما أن السلطات القديمة نسبت إليها اختراع السفينة الحربية القديمة "rostrum" : استفادت من كونها الميناء الوحيد على طول الساحل من جنوا حتى أوستيا. استخدمت بيزا كقاعدة للحملات البحرية الرومانية ضد الليغوريين والغال والقرطاجيين. وصارت مستعمرة رومانية في ظل القانون الروماني في عام 180 ق.م باسم بورتوس بيسانوس. وفي سنة 89 ق.م أصبحت بورتوس بيسانوس بلدية رومانية. وحصـّن الأمبراطور أوغسطس المستعمرة لتكون ميناءً هاماً وغيـّر الاسم إلى كولونيا يوليا أوبسيكوينس. وأصبحت منذ عام 313 مقراً لأسقفية.

### العصور الوسطى المبكرة
لعل بيزا لم تنحدر خلال سنوات إمبراطورية رومانية الأخيرة بقدر المدن الإيطالية الأخرى، بفضل تعقيد نظامها النهري وبالتالي سهولة الدفاع عنها. في القرن السابع ساعدت بيزا البابا غريغوريوس الأول بتوفيرها العديد من السفن في حملته عسكرية ضد بيزنطيي رافينا : كانت بيزا المركز البيزنطي الوحيد في توشا الذي يقع سلمياً في أيدي اللومبارديين، من خلال التفاهم مع المنطقة المجاورة حيث كانت تسود مصالحهم التجارية. وهكذا بدأت بيزا ارتقاءها لتلعب دور الميناء الرئيسي في أعالي البحر التيراني وتصبح المركز التجاري الرئيسي بين توسكانا من جهة وكورسيكا وسردينيا والسواحل الجنوبية لفرنسا وإسبانيا من جهة أخرى.

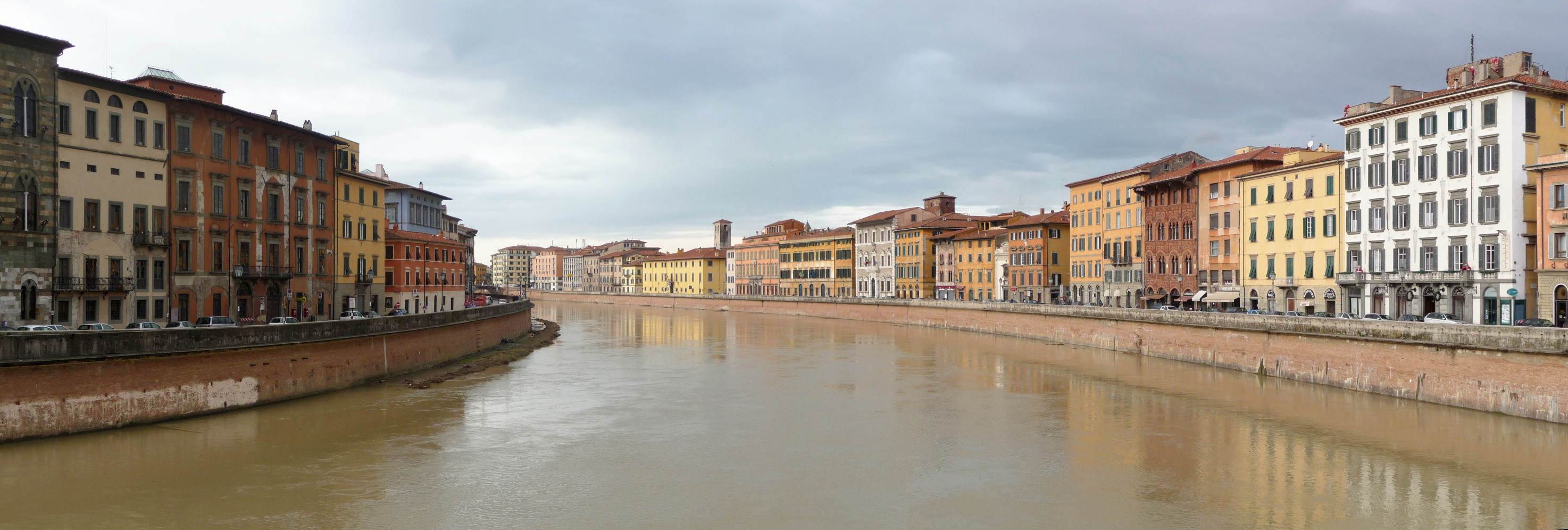
ونظرا للنهر أرنو دي بونتي من متوسط

مرت بيزا بأزمة بعد أن هـَزَمَ شارلمان آخر ملوك اللومبارديين ديسيديريوس عام 774 بيد أنها سرعان ما تلاشت. سياسياً أصبحت جزءاً من دوقية لوكا. وصارت بيزا عام 930 مركز كونتية (حافظت على هذه الصفة حتى وصول أوتو الأول) داخل حدود توشا. كانت لوكا هي العاصمة ولكن بيزا كانت المدينة الأهم، وفي منتصف القرن العاشر سـمّى ليوتبراند الكريموني أسقف كريمونا بيزا عاصمةً لمقاطعة توشا، وفي القرن اللاحق عادة ما كان يشير ماركيز توشا إلى «ماركيز بيزا». في عام 1003 خاضت بيزا الحرب البلدية الأولى في إيطاليا، وضد لوكا بطبيعة الحال. من الناحية البحرية ومنذ القرن التاسع، حثها بروز القوة الإسلامية البحرية لتوسيع أسطولها : وقد أعطى هذا الأسطول المدينة في السنوات القادمة فرصة لمزيد من التوسع. هاجمت السفن البيزية ساحل شمال إفريقيا في عام 828. وشاركت في عام 871 بالدفاع عن ساليرنو من المسلمين. كما ساندت بيزا بقوة حملة أوتو الأول في عام 970، الذي هزم الأسطول البيزنطي قـُبالة سواحل كالابريا.

### القرن الحادي عشر

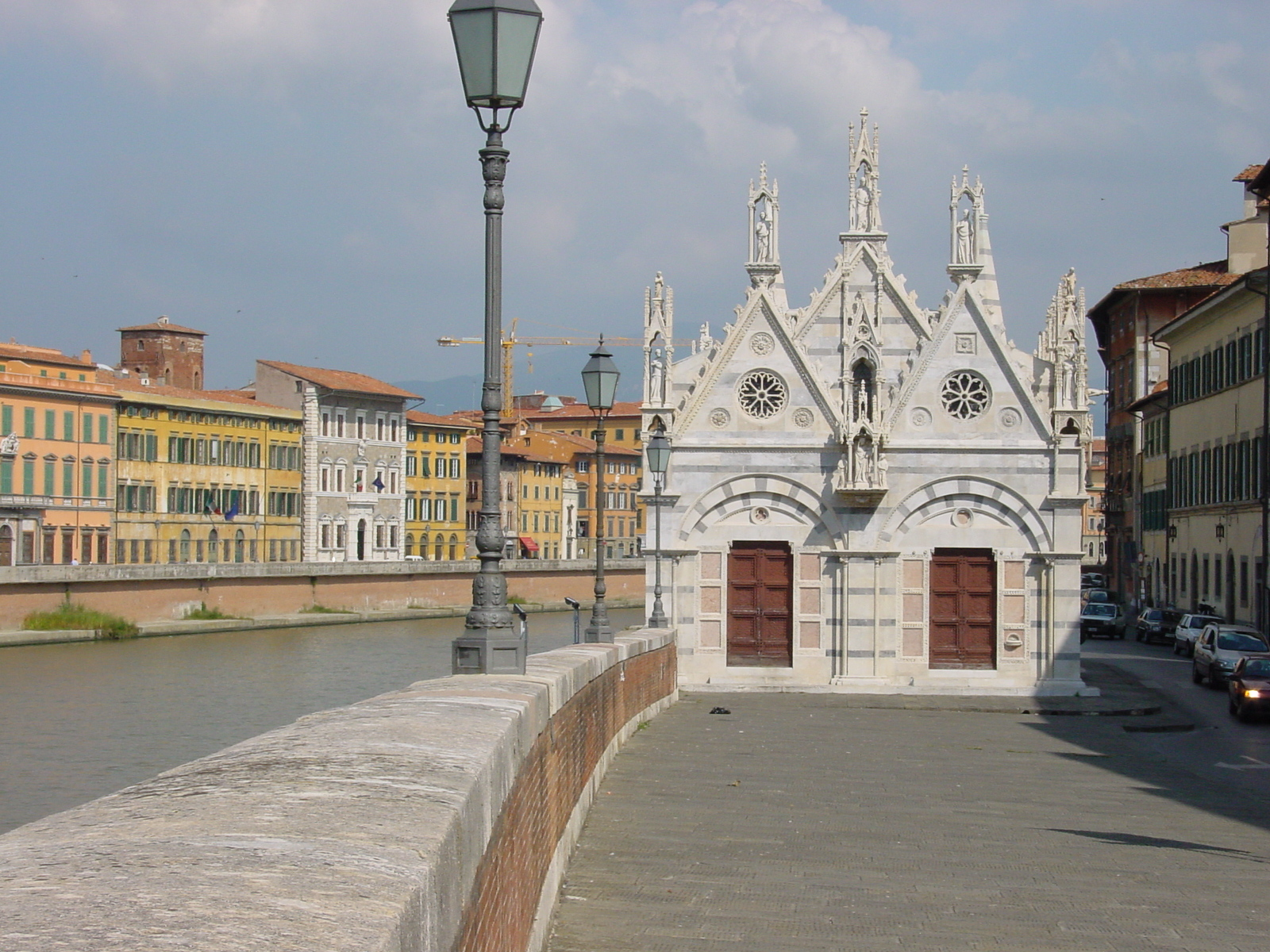
واجهة كنيسة سانتا ماريا ديلا سبينا

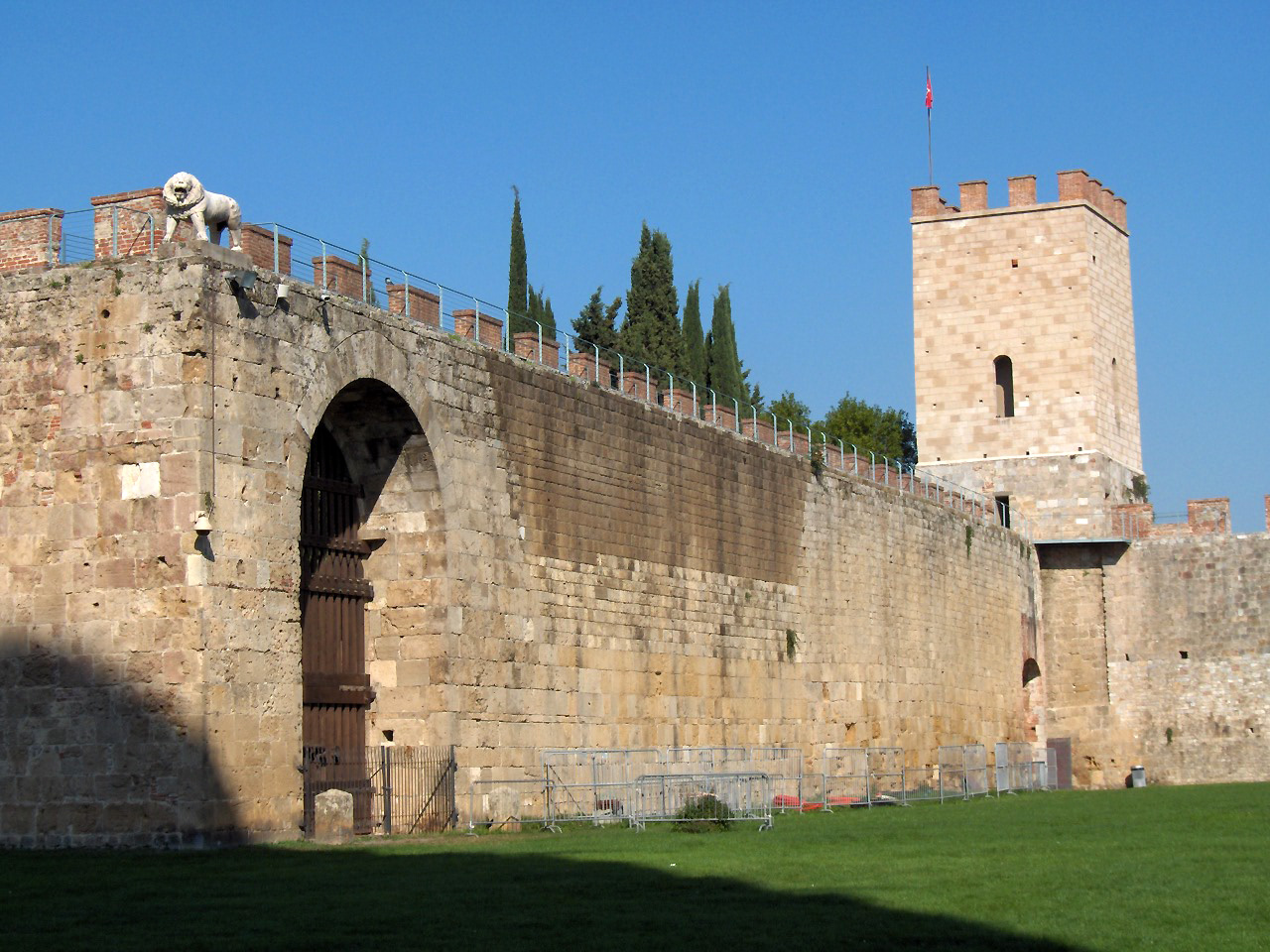
أسوار المدينة

أخذت قوة بيزا باعتبارها دولة بحرية جبـّارة بالتنامي، وبلغت ذروتها في القرن الحادي عشر حين اكتسب سمعة تقليدية كإحدى أربع جمهوريات بحرية تاريخية إيطالية.
كانت المدينة آنذاك مركزاً تجرياً هاماً جداً وامتلكت أسطولاً تجارياً وحربياً كبيراً. وسّعت نفوذها بانتزاعها ريدجو كالابريا جنوبي إيطاليا من قبضة المسملين في سنة 1005. واصلت بيزا صراعها مع المسلمين الذين كانت لهم قواعدهم في سردينيا وكورسيكا من أجل السيطرة على البحر الأبيض المتوسط. وتمكنت في عام 1017 متحالفةً مع جنوى من الاستيلاء على سردينيا بهزيمة ملك المسلمين مجاهد العامري. فأعطى هذا الانتصار بيزا السيادة في البحر التيراني. ولّد طرد البيزيين للجنويين من سردينيا فيما بعد صراعاً جديداً وتناحراً بين هاتين الجمهوريتين البحريتين القويتين. بين عامي 1030 و1035 انتصرت بيزا على عدة مدن منافسة في صقلية واحتلت قرطاج في شمال أفريقيا. في عام 1051-1052 زاد استيلاء الاميرال ياكوبو تشوريني على كورسيكا من استفزاز جنوة. عام 1063 ساعد الاميرال جيوفاني أورلاندو ملك النورمان روجر الأول في احتلال باليرمو وانتزاعها من الحكم الإسلامي. سمحت كنوز الذهب المأخوذة من المسلمين في باليرمو للبيزين بالبدء ببناء كاتدرائيهم ومعالم أخرى التي تشكل Campo dei Miracoli (ساحة المعجزات) الشهيرة.
عام 1060 خاضت بيزا أول معركة مع جنوى. وساهم انتصار البيزيين في تعزيز موقعهم في البحر المتوسط. اعترف البابا غريغوري السابع في عام 1077 ب«قوانين واعراف البحار» الجديدة التي وضعها البيزيون، ومنحهم الإمبراطور هنري الرابع الحق في تسمية قناصلهم بمشورة مجلس الشيوخ، ولم يكن هذا إلا مجرد تأكيد لهذه الحالة لأنه في تلك السنوات تم فعلا استبعاد الماركزيين عن السلطة. في عام 1092 منح البابا أوربان الثاني بيزا السيادة على كورسيكا وسردينيا، وعمل في الوقت نفسه على رفع المدينة إلى رتبة الأسقفية.
احتلت بيزا مدينة المهدية عام 1088. وبعد أربع سنوات ساعدت سفن بيزا وجنوة الفونسو السادس (ملك قشتالة) لطرد إل سيد من بالنسيا. وشارك أسطول بيزي من 120 سفينة في الحملة الصليبية الأولى وساهمت بفاعلية في احتلال القدس في عام 1099. وفي طريقهم إلى الأراضي المقدسة لم تفوت سفن بيزا الفرصة لاحتلال بعض الجزر البيزنطية : كان يقود الصليبيين البيزيين المطران دايبيرت بطريرك القدس المقبل. واستغلت بيزا وغيرها من الجمهوريات البحرية الحملة الصليبية لإنشاء نقاط تجارة في المستعمرات والمدن الساحلية الشرقية من سورية ولبنان وفلسطين. وأسس البيزيون خاصة مستعمرات في أنطاكيا وعكا ويافا وطرابلس وصور وجوبا واللاذقية، وأكوني. كما كان لهم ممتلكات في القدس وقيسارية، بالإضافة إلى مستعمرات صغيرة (باستقلال الذاتي أقل) في القاهرة والإسكندرية والقسطنطينية، وفيها الإمبراطور البيزنطي أليكسيوس الأول الذي منحهم مرسى خاص وحقوق تجارية. وفي جميع هذه المدن تم منح البيزيين امتيازات وإعفاء من الضرائب، للمساهمة في الدفاع في حالة الهجوم عليها. في القرن الثاني عشر زاد سكان الحي البيزي في الجزء الشرقي من القسطنطينية إلى 1,000 نسمة. لبضع سنوات من هذا القرن كانت بيزا أبرز قوة تجارية وعسكرية ضمن حلفاء الامبراطورية البيزنطية وقبل البندقية نفسها.
فهد الحنان.
نشأت بيزا مدينة اتروسكية ثم أصبحت قاعدةً وميناءً رومانياً بحدود 180ق.م. وبعد انتشار النصرانية أصبحت مقر أسقفية عام 313م. وقد استفادت من وظائفها الثلاث: الزراعية والتجارية والدينية في نموها وتطوير قدراتها البحرية، الأمر الذي سمح لها بعقد تحالف مع جنوة لمجابهة حملات المسلمين في حوض البحر المتوسط، واسترجاع صقلية وسردينية منهم في القرن الحادي عشر الميلادي.

### القرن الثاني عشر

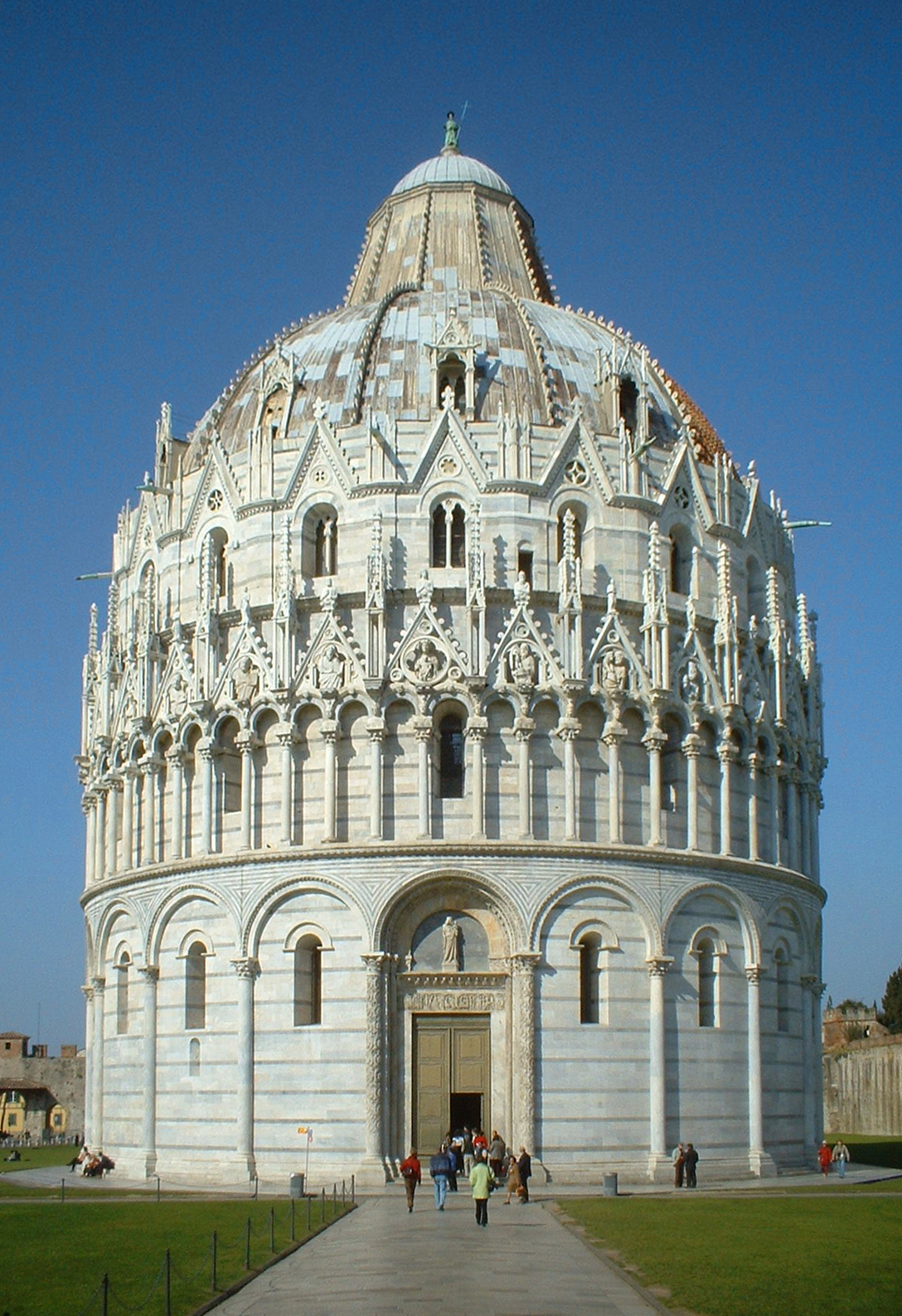
معمودية بيزا

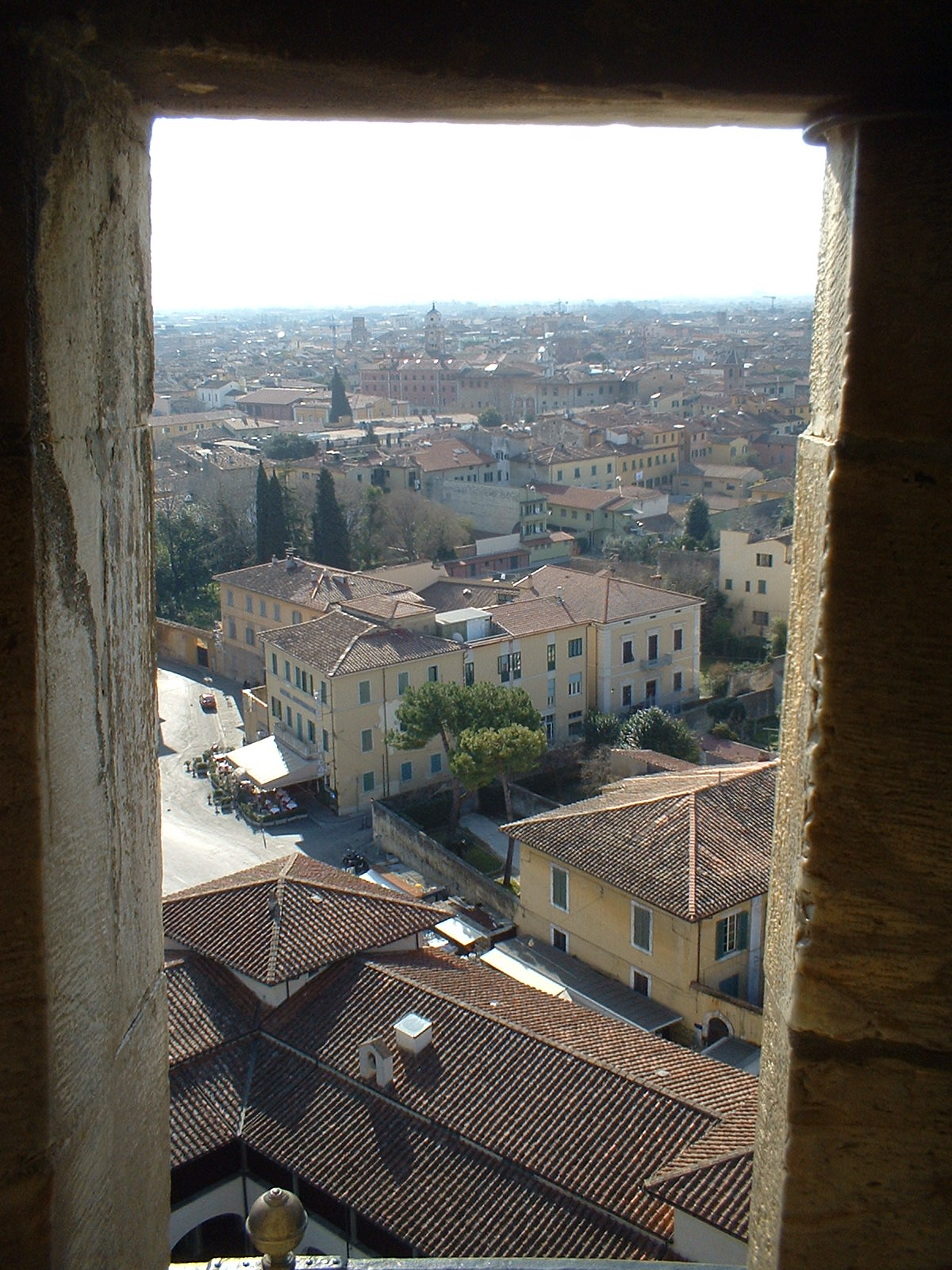
صورة لبيزا من برجها المائل

في عام 1113 خاضت بيزا والبابا باسكال الثاني مع كونت برشلونة وفرق أخرى من بروفينس (و استبعدت جنوة) حربا لطرد المسلمين من جزر الباليار : وتم إحضار ملكة وملك مايوركا مكبلين بالسلاسل إلى توسكانا. رغم ذلك سرعان ما استعاد المرابطون الجزيرة، وساعدت الغنيمة المأخوذة البيزيين في برنامج الضخم في تشييد المباني، خصوصا كاتدرائية بيزا، واكتسبت بيزا دور الصدارة في غرب البحر الأبيض المتوسط.
في السنوات التالية أقصى الاسطول البيزي القوي بقيادة الاسقف بييترو موريكوني المسلمين بعد قتال شرس. وإن كان قصير الامد فإن هذا النجاح لبيزا في إسبانيا زاد التنافس مع جنوى. تجارة بيزا مع لانغيدوك وبروفينس (نولي وسافونا وفريجوس، ومونبلييه) تشكل عقبة امام مصالح جنوة في مدن مثل هييريس وفوس وأنتيبيس، ومرسيليا.
و اندلعت الحرب في عام 1119 عندما هاجمت جنوة عدة سفن في طريقها إلى الوطن، واستمرت حتى عام 1133، وتقاتلت المدينتين بعضهما البعض في البر والبحر، ولكن القتال كان يقتصر على غارات وما يشبه هجمات القراصنة.
في حزيران يونيو عام 1135، قاد برنارد كلايرفاوك جزءا من مجلس بيزا وأيد مطالب البابا إنوسينت الثاني ضد البابا أناكليتوس الثاني، الذي كان قد انتخب البابا عام 1130 بدعم النورمان لكن بدون اعتراف به خارج روما. تمكن إنوسينت الثاني من حل الصراع مع جنوى، وإقامة منطقة نفوذ لبيزا وجنوة. عندئذ أمكن لبيزا ودون إعاقة جنوة المشاركة في صراع إنوسينت الثاني ضد ملك صقلية روجر الثاني. واستولوا على واحدة من الجمهوريات البحرية وهي أمالفي (رغم أنحدارها أصلا تحت الحكم النورماني) في 6 أغسطس 1136 : دمر بيزيون السفن في الميناء، وهاجموا القلاع في المناطق المجاورة وصدوا جيشا أرسله روجر من أفيرسا. أوصل هذا الانتصار بيزا إلى قمة قوتها وتضاهي البندقية. وبعد عامين احتل جنودها ساليرنو.
في السنوات التالية في إطار الصراع بين غويلفي وغيبيليني كانت بيزا واحدة من أقوى المؤيدين لحزب غيبيليني. وكان هذا محل تقدير كبير من فريدريك الأول وأصدر في عامي 1162 و1165 وثيقتين هامتين بمنح بيزا مايلي : إعطاءها السلطة على ريف بيزا، للبيزيين مطلق الحرية في التجارة في جميع أنحاء الامبراطورية، الساحل من تشيفيتافيكيا إلى بورتوفينيري ونصف باليرمو ومسينا ونابولي وساليرنو وكل غاييتا ومازاري وتراباني، وشارع بمنازله لتجارها في كل مدينة من مدن مملكة صقلية. أكد بعض هذه المنح لاحقا هنري السادس وأوتو الرابع وفريدريك الثاني. وقد مثلت ذروة سلطة بيزا، ودفع هذا أيضا إلى استياء مدن مثل لوكا، ماسا، فولتيرا وفلورنسا، الذين رؤوا في هذا إجهاض لأهدافهم بالتوسع باتجاه البحر. الصدام مع لوكا كان أيضا بشأن حيازة قلعة من مونتينيوزو وخاصة السيطرة على طريق فرانشيجينا الطريق التجاري الرئيسي بين روما وفرنسا. أخيرا وليس آخرا، فان هذه الزيادة الكبيرة والمفاجئة لقوة بيزا يمكن أن تؤدي إلى حرب أخرى مع جنوا.
و اكتسبت جنوة هيمنة واسعة في أسواق جنوب فرنسا. واندلعت الحرب في سنة 1165 عندما فشل هجوم للجنويين وحليفهم كونت تولوز على قافلة التجارية بيزية على نهر الرون. وبيزا ومن ناحيتها كانت متحالفة مع بروفينس، واستمرت الحرب حتى عام 1175 بدون انتصارات مهمة. وكانت صقلية نقطة استنزاف أخرى، حيث كانت لكل من المدينتين مزايا منحها هنري السادس. عام 1192 نجحت بيزا في التغلب على ميسينا، فتبع هذا الحدث سلسلة من المعارك بلغت ذروتها في غزو جنوة لسيراكوزا في سنة 1204. وبعد ذلك خسرت المراكز التجارية في صقلية بإزالة البابا إنوسنت الثالث للعزل المخيم لصالح بيزا من سلفه البابا سيلستين الثالث ومتحالفا مع حزب غويلفي توسكانا بزعامة فلورنسا. وبعد قليل اشترط وجود تحالف مع جنوى أيضا، وهذا أيضا أضعف وجود بيزا في جنوب إيطاليا.

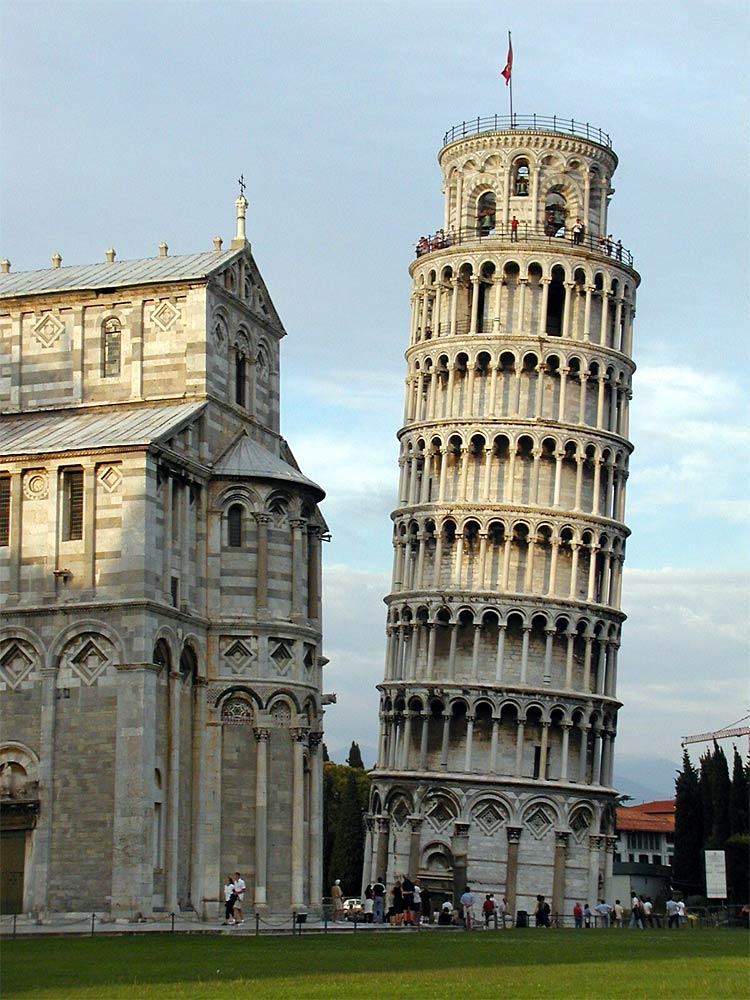
برج بيزا المائل

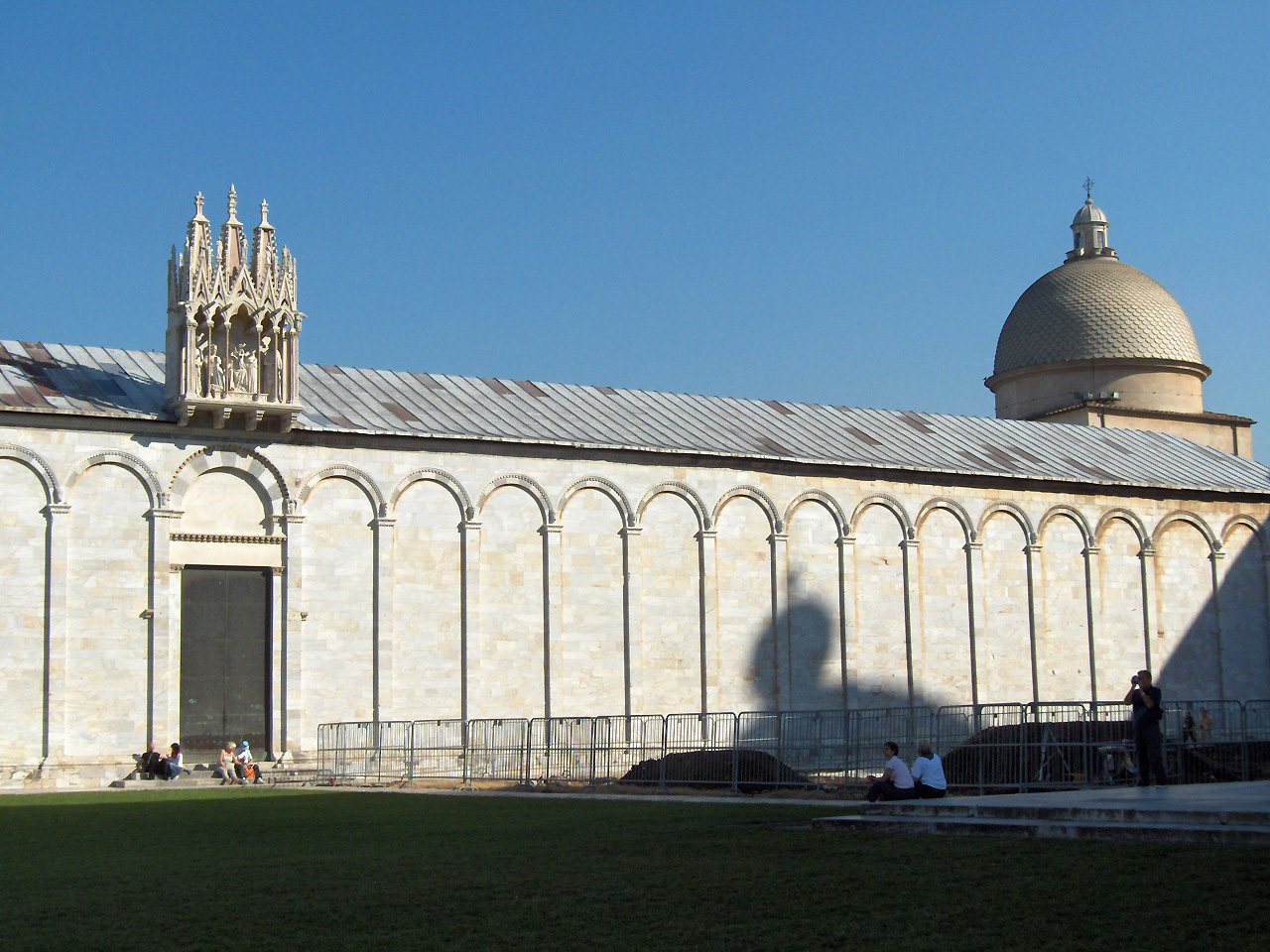
الكامبوسانتو في ساحة المعجزات

لمواجهة سيطرة جنوة في جنوب البحر التيراني، عززت بيزا علاقتها مع قواعدها التقليدية الإسبانية والفرنسية (ناربون، مرسيليا، برشلونة، الخ) وحاولت أن تتحدى سيادة البندقية في البحر الادرياتي. وسنة 1180 وافقت المدينتان قد على معاهدة عدم اعتداء في البحرين الادرياتي والتيراني، ولكن وفاة الإمبراطور البيزنطي مانويل الأول كومنينوس في القسطنطينية غيرت الوضع. وبعد قليل حدثت هجمات على قوافل البندقية. وقعت بيزا مواثيق تجارية وسياسية مع أنكونا وبولا وزادار وسبليت وبرينديزي : عام 1195 بلغ أسطول بيزا بولا للدفاع عن استقلالها عن البندقية، ولكن سرعان ما نجحت جمهورية البندقية في إخضاع متمردي المدينة البحرية.
بعد سنة وقعت المدينتين معاهدة السلام التي حسنت من ظروف بيزا. بيد أن البيزيين انتهكوها في عام 1199 بحصار ميناء برينديزي في بوليا. ما لبثوا أن انهزموا من البندقيين في معركة بحرية. الحرب التي اعقبتها انتهت في سنة 1206 بمعاهدة تخلت بيزا بموجبها عن جميع آمالها للتوسع في البحر الادرياتي، رغم أنهم حافظوا على نقاط تجارية أنشأت في المنطقة. ومن هذا المنطلق اتحدت المدينتان ضد نفوذ جنوة المتزايد وأحيانا تعاونتا من أجل زيادة المنافع التجارية في القسطنطينية.

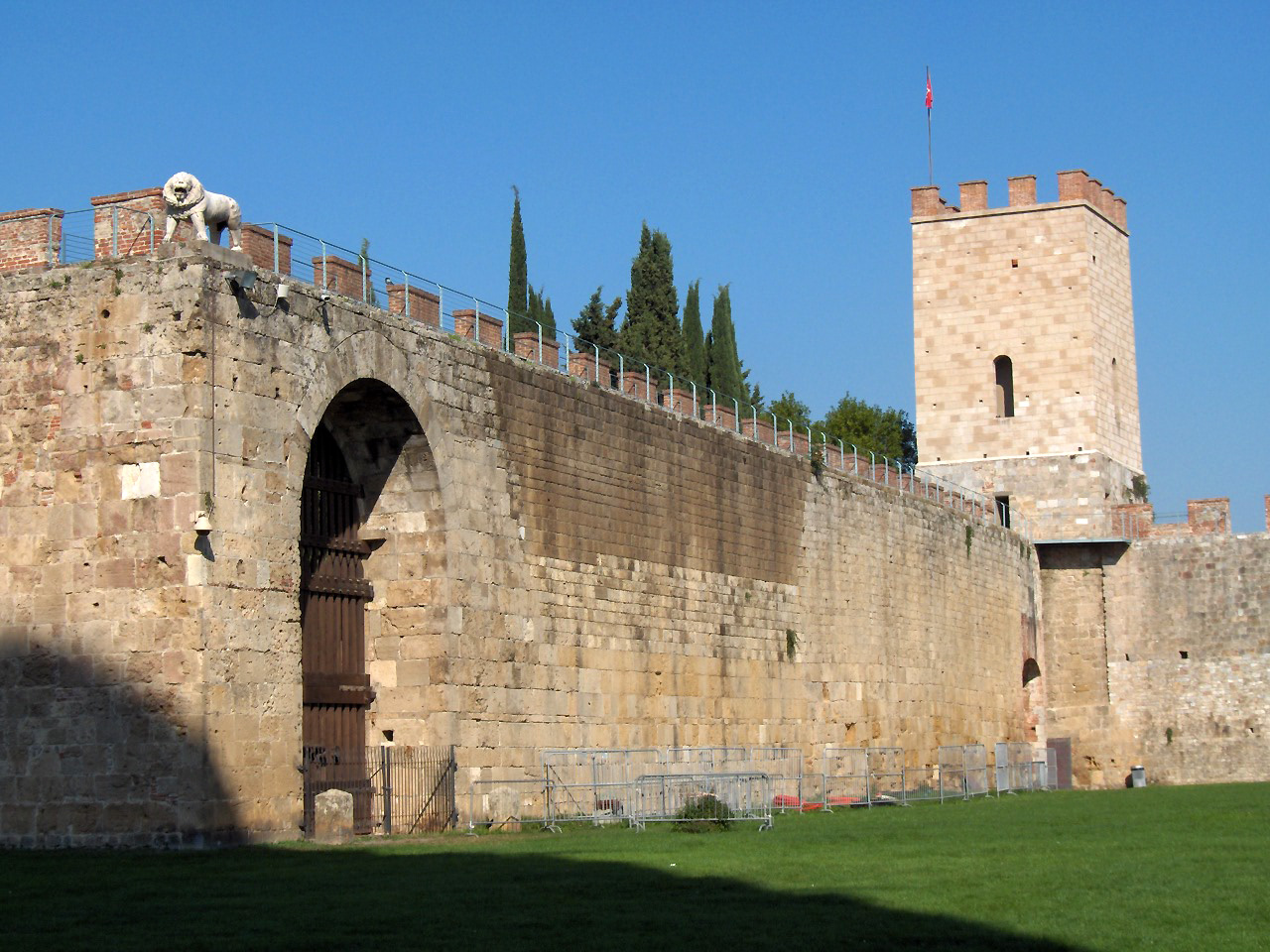
Historical walls.

وكان أسطول بيزا هو الذي استرد بالرمو (بلرم)، كذلك أسهم أهلها في الحملات الصليبية ودعموها، وأقاموا لهم مراكز في المدن السورية الغربية عملت على تقوية العلاقات الاقتصادية والتبادل التجاري بين بيزا وشرق البحر المتوسط. لكن نمو قوة بيزا وأسطولها وتجارتها وضعها في موضع المنافسة، ثم الحرب مع مدينتي جنوة[ر] والبندقية[ر]. وعلى الرغم من الدعم الذي حظيت به من الأباطرة الألمان، لانحيازها إلى صف الامبراطورية الرومانية (الجرمانية) المقدسة ضد البابوية، فإن بيزا هُزمت في صراعها مع جنوة ولوتشا وفلورنسة في معركة ميلوريا Meloria البحرية عام 1284، ثم أفل نجم ازدهارها الكبير الذي بلغته في القرنين الثاني عشر والثالث عشر بسقوطها بيد فلورنسا عام 1406.

### القرن الثالث عشر

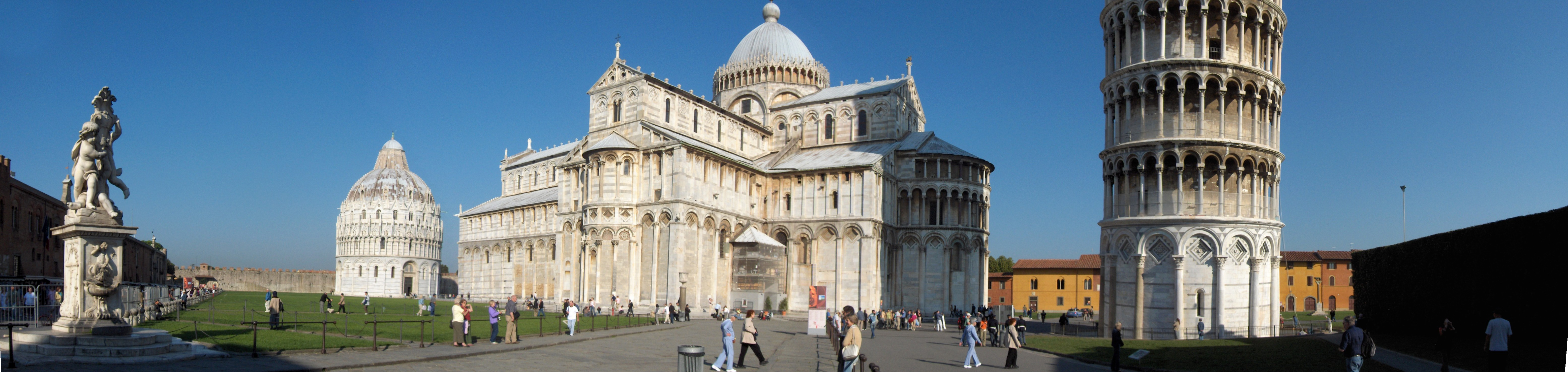
صورة جماعية لساحة المعجزات

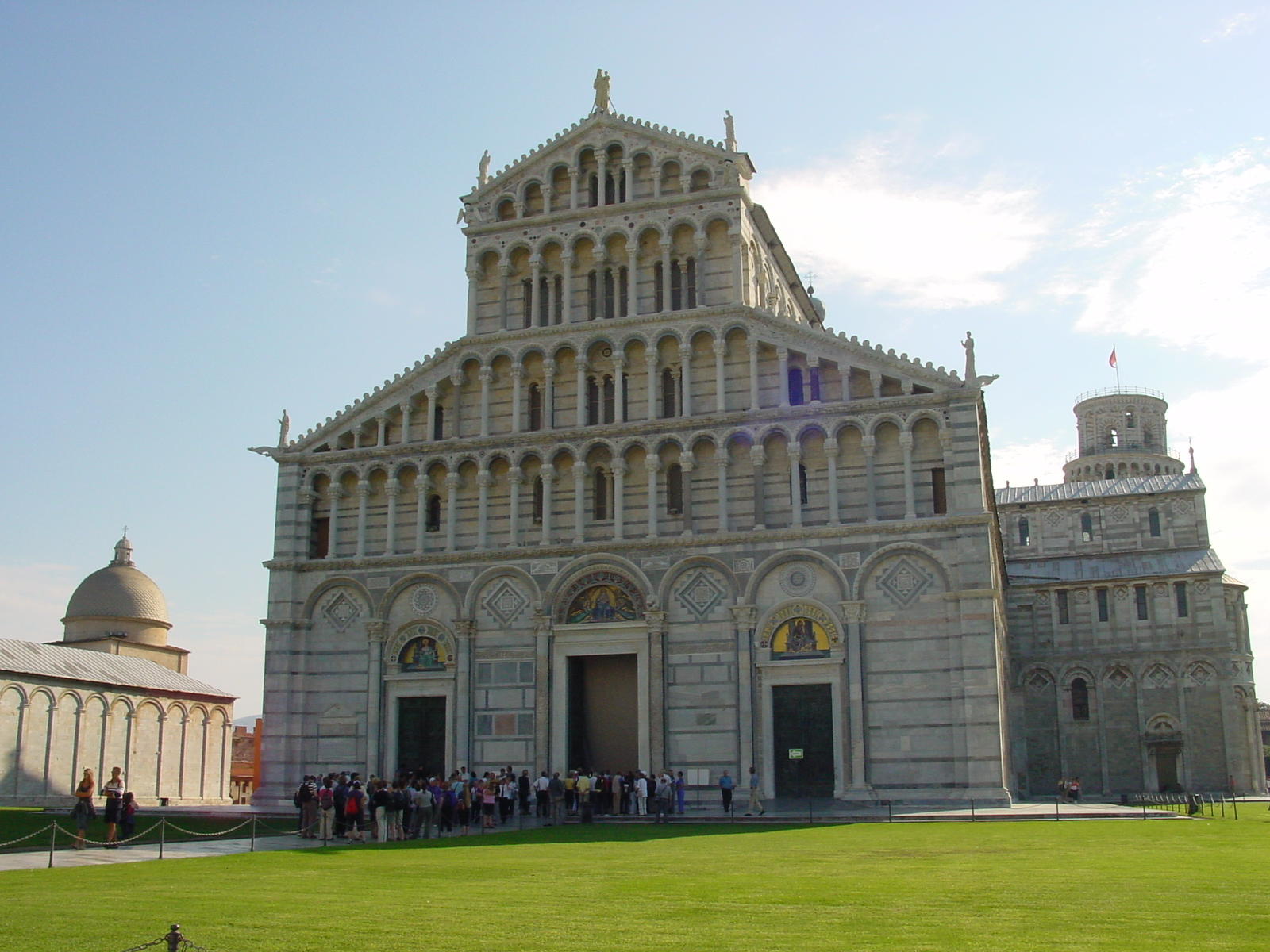
واجهة كاتدرائية بيزا

في عامي 1209 و1217 كانت هناك في ليريتشي مجلسين من أجل التوصل إلى حل نهائي للتنافس مع جنوا. ووقعت معاهدة سلام تستمر عشرين عاما. بيد أن تأكيد الإمبراطور فردريك الثاني لسيادته على ساحل البحر التيراني من تشيفيتافيكيا حتى بورتوفينيري في عام 1220، آثار استياء جنوا والتوسكانيين ضد بيزا مرة أخرى. في السنوات التالية تصادمت بيزا مع لوكا في غارفانيانا وهُزمت من قبل فلورنسا في كاستيل دل بوسكو. موقف حزب غيبيليني القوي في بيزا وجه هذه المدينة تماما لتكون ضد البابا، وهو الذي في نزاع مع القوى الامبراطورية. وفي الواقع أن البابا حاول تجريد المدينة من سيطرتها في شمال سردينيا.
في عام 1238 تحالف البابا غريغوري التاسع مع جنوى والبندقية ضد الامبراطورية، وبالتالي أيضا ضد بيزا. وبعد سنة قام بعزل فريدريك الثاني ودعى مجلس المناهضين للإمبراطورية للانعقاد في روما عام 1241، وفي 3 مايو 1241، شكل أسطول من سفن بيزية وصقلية بقيادة ابن الإمبراطور إنزو، وهاجموا قافلة جنوية تقل رجال دين من شمال إيطاليا وفرنسا بالقرب من جزيرة جيليو قبالة توسكانا : خسر جنويون 25 سفينة، أُخذ حوالي الأف من البحارة واثنين من الكارادلة والمطران واحد كأسرى. بعد هذا الانتصار البين فشل مجلس روما، ولكن بيزا عزلت، ولم يرفع هذا الإجراء المتطرف إلا عام 1257. على أية حال، وحاولت بيزا استغلال هذا الوضع المواتي لقهر مدينة أليريا الكورسيكية بل ومحاصرة جنوى نفسها في عام 1243.
و لكن جمهورية جنوة الليغوية تعافت بسرعة من هذه الضربة واستعادت ليريتشي في عام 1256 التي ظفر بها البيزيون قبل سنوات.
إن التوسع الكبير في البحر الأبيض المتوسط، وبروز طبقة التاجر أوجب التعديل في قوانين المدينة. فترك النظام القناصل، وعام 1230 سمي حكام المدينة الجدد باسم Capitano del Popolo (زعيم الشعب) وهو قائد عسكري ومدني. وعلى الرغم من هذه الإصلاحات، فإن الأراضي المستولى عليها والمدينة نفسها أُنهكت من التنافس بين عائلتي ديلا غيرارديسكا وفيسكونتي. وفي عام 1237 تدخل الأسقف والإمبراطور فردريك الثاني للتوفيق المتنافسين، ولكن الانفعالات لم تتوقف. وفي عام 1254 تمرد الشعب وفرض اثنا عشر من Anziani del Popolo (حكماءالشعب) كممثلين سياسيين لهم في البلدية. كما أضافوا إلى المجالس التشريعية المكونة من النبلاء مجالس شعبية الجديدة مؤلفة من أهم النقابات ورؤساء الشركات الشعبية. وكانت لها سلطة التصديق على قوانين المجلس العام الكبير ومجلس الشيوخ.
لكنها تحررت عام 1494 لتعود فتخضع لفلورنسة نهائياً عام 1509، وتزامن ذلك مع تراجع دور بيزا ميناءً بحرياً نتيجة تزايد الطمي وتقدم دلتا نهر الآرنو في البحر، وتحول الأرض بين البحر والمدينة إلى مستنقعات وتوقف حركة الملاحة البحرية تدريجياً في القرن الخامس عشر، فتدهورت مكانة بيزا من مدينة رئيسية إلى مركز حضري ثانوي في محافظة توسكانة، وقد استعادت بعض الحيوية وتوسع عمرانها في أواسط القرن الثامن عشر، نتيجة تجفيف المستنقعات ومكافحة مرض البرداء (الملاريا) واستصلاح الأراضي حولها، إضافة إلى ظهور عدد من الصناعات الصغيرة فيها.
تعرضت بيزا لخراب كبير أثناء الحرب العالمية الثانية لوقوعها قرب منطقة خط الدفاعات الألماني المعروف بخط بيرزارو ـ ريميني Pesaro-Rimini حيث دارت معارك عام 1944، دمرت فيها أجزاء من المدينة وكثير من معالمها المعمارية والدينية، أُعيد ترميم أغلبها، لكن أجزاءها الواقعة جنوب النهر مازال الكثير منها شاهداً على الدمار السابق.

### السقوط
بدأ انحدار بيزا في 6 أغسطس 1284 بانهزم أسطولها المتفوق عددياً تحت قيادة ألبرتينو موروزيني أمام التكتيكات البارعة للأسطول الجنوي بقيادة بينيديتو زاكاريا وأوبيرتو دوريا في معركة ميلوريا البحرية الدراماتيكية. أنهت هذه الهزيمة القوة البحرية لبيزا ولم تتعافى المدينة منها أبداً : في عام 1290 دمـّر الجنويون ميناء بيزا إلى الأبد وتغطى بالملح كما حدث لطرقاج أيام سيبيو أميليانوس. ولم تسمح لها المنطقة من حولها (توسكانا) باستعادة عافيتها لفقدانها لآلاف البحارة في معركة ميلوريا، بينما أمنت ليغوريا لجنوا ما يكفيها من البحارة. تواصلت تجارة البضائع وإن بكميات أكثر انخفضاً، وحلت النهاية لمـّا بدأ نهر أرنو بتغير مساره، فمنع السفن من الوصول إلى مرفأ المدينة النهري. يبدو أيضاً أن المنطقة المجاورة صارت موبوءة بالملاريا. وخسرت سردينيا بالكامل بحلول عام 1324 لصالح الأراغونيون.
لطالما حاولت بيزا الغيبلينية إعادة بناء قوتها خلال القرن الرابع عشر حتى أنها تمكنت من هزيمة فلورنسا في معركة مونتيكاتيني)(1315) تحت قيادة أوغوتشوني ديلا فاجوولا. ولكن الصراعات الداخلية قسمتها وفقدان قوتها التجارية أضعفتها، فاحتلتها فلورنسا عام 1406. انعقد بها مجمع عام 1409 حاول حل مشكلة الانقسام العظيم في الكنيسة. وعلاوة على ما سبق ذكره من مشاكل صار الوصول إلى البحر في القرن الخامس عشر أكثر صعوبة، فقد غزا الطمي الميناء وقطعه عن البحر. لما غزا شارل الثامن ملك فرنسا عام 1494 الدول الإيطالية مطالباً بمملكة نابولي، استغلت بيزا الفرصة لاستعادة استقلالها كجمهورية بيزية ثانية.

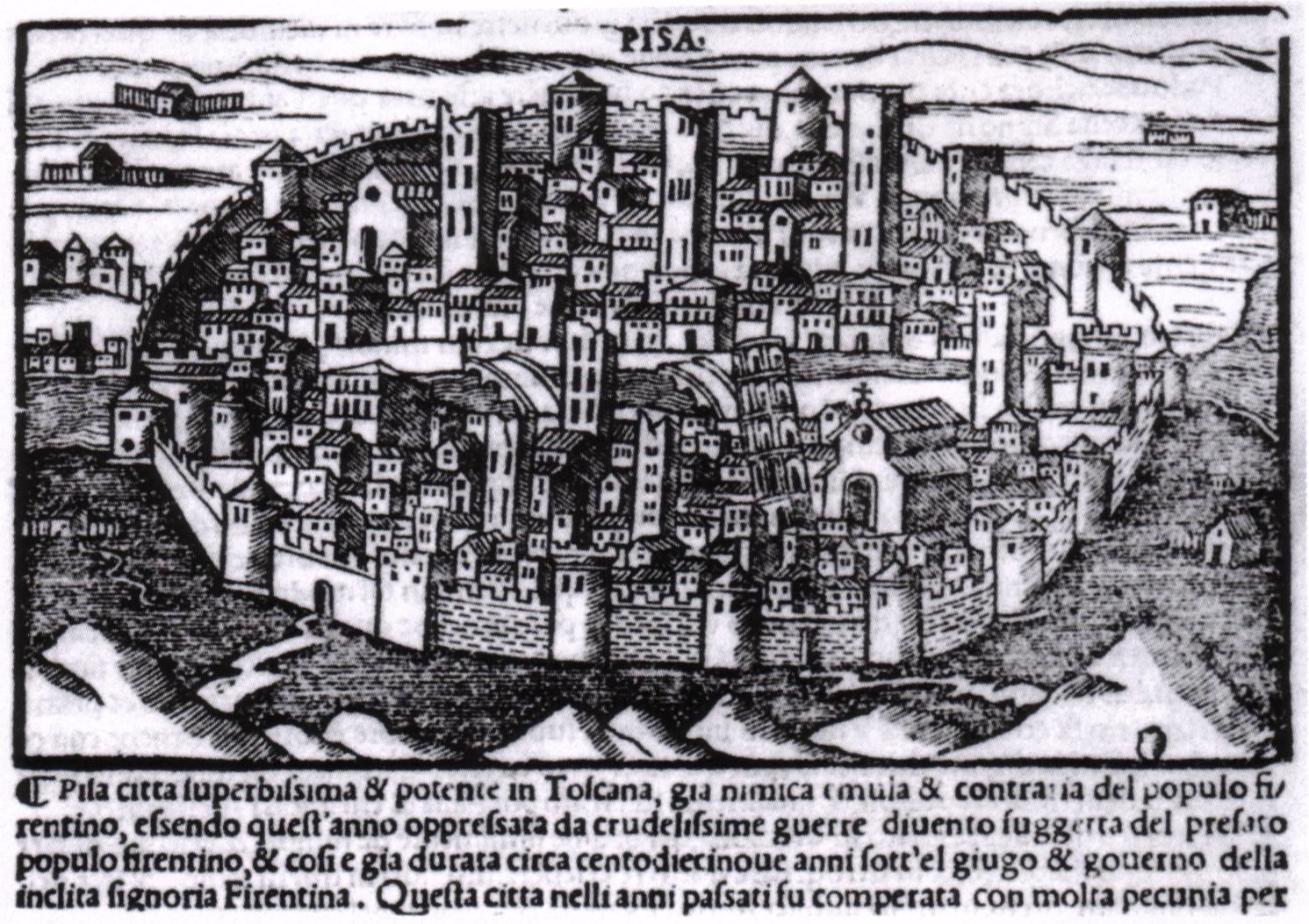
خريطة بيزا من أعمال ياكوبو فيليبو فوريتسي عام 1540

لكن الحرية الجديدة لم تدم طويلاً. فبعد خمسة عشر عاماً من المعارك والحصار، احتل الجيش الفلورنسي بيزا من جديد في عام 1509 بقيادة كل من أنطونيو دا فيليكايا وأفيراردو سالفياتي ونيكولو كابوني. آلى دورها كميناء توسكانا الرئيسي إلى ليفورنو. وحصلت بيزا بشكل رئيسي على دور ثقافي وإن كان ثانوياً بوجود جامعة بيزا التي أنشأت في عام 1343. يعبـّر عدد السكان بوضوح عن انحدار المدينة، فقد ظل ثابتاً تقريباً منذ القرون الوسطى.
بيزا هي مسقط رأس الفيزيائي المشهور غاليليو. وما تزال مقر أسقفية ؛ وأصبحت مركزاً للصناعات الخفيفة ومحوراً لطرق السكك الحديدية. عانت تدميراً متكراراً أثناء الحرب العالمية الثانية.

## معرض الصور

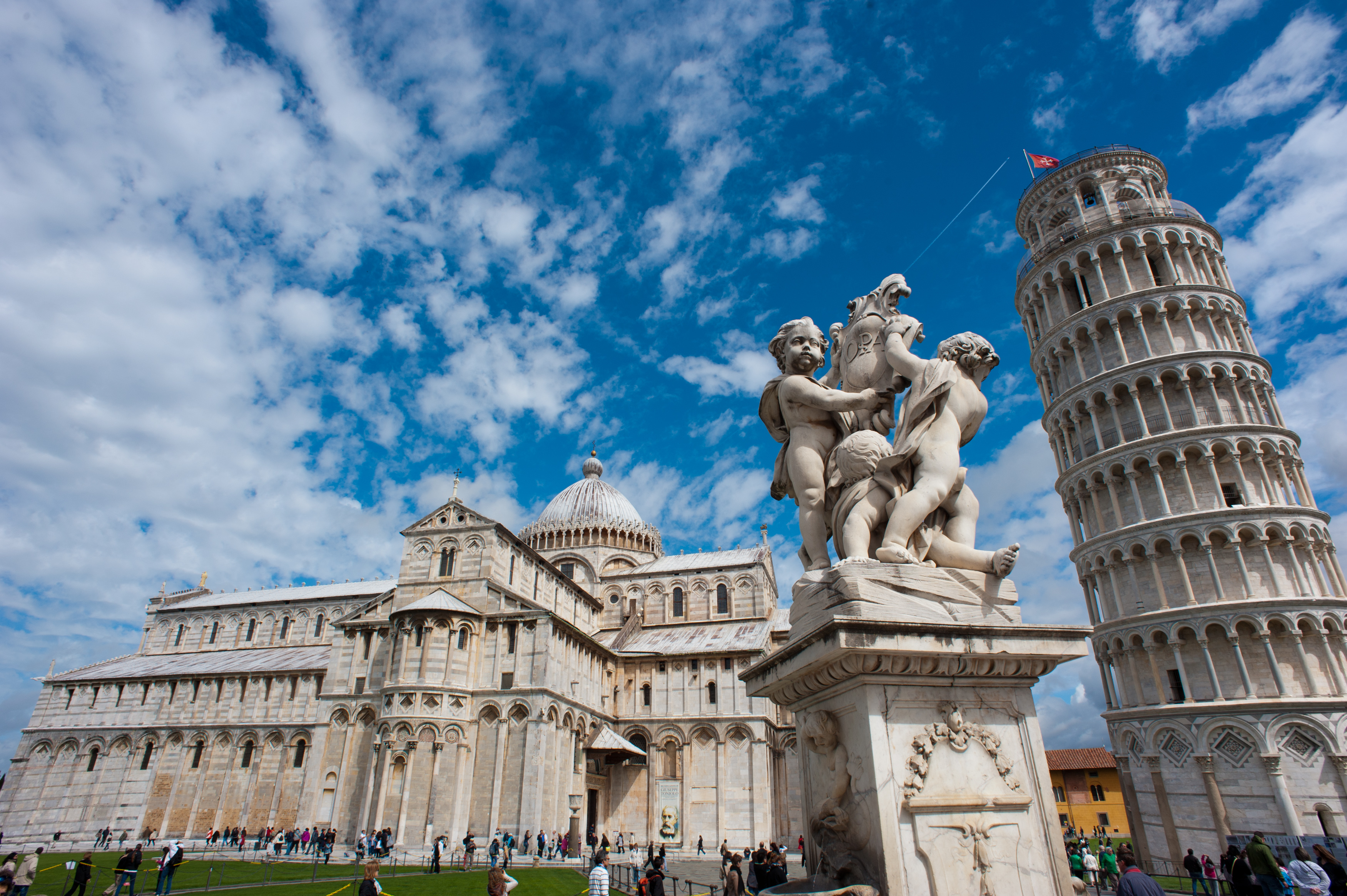
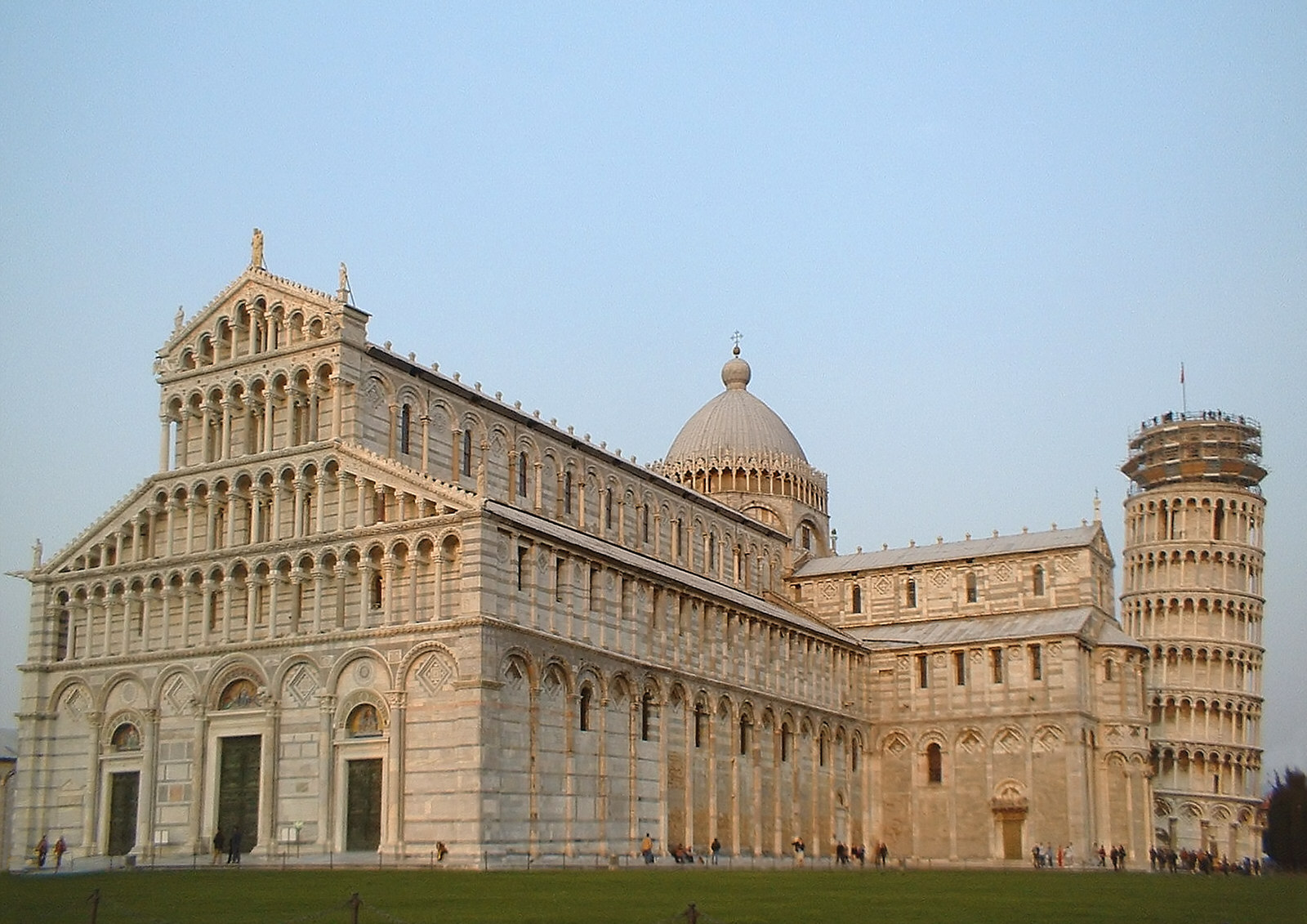
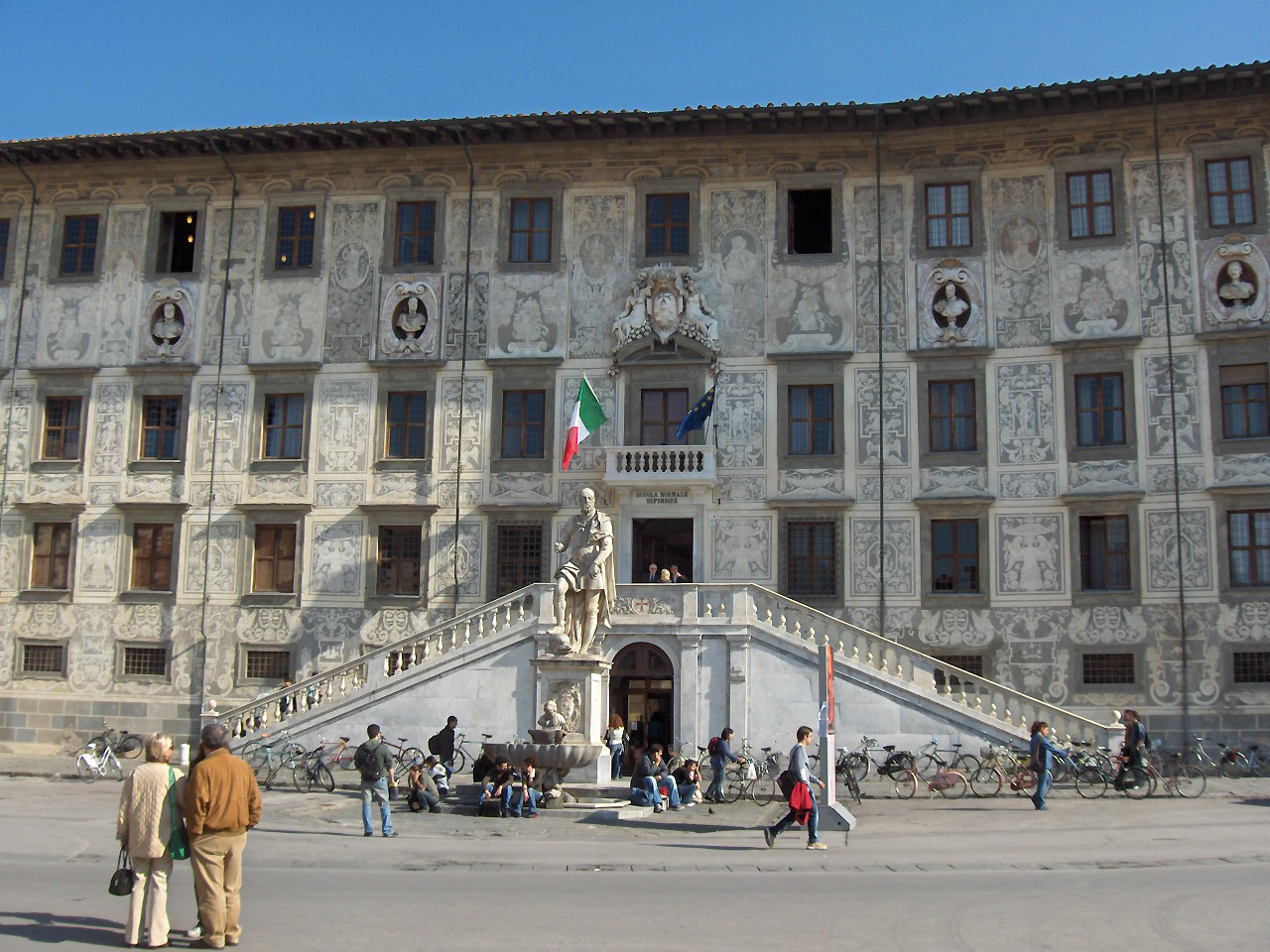
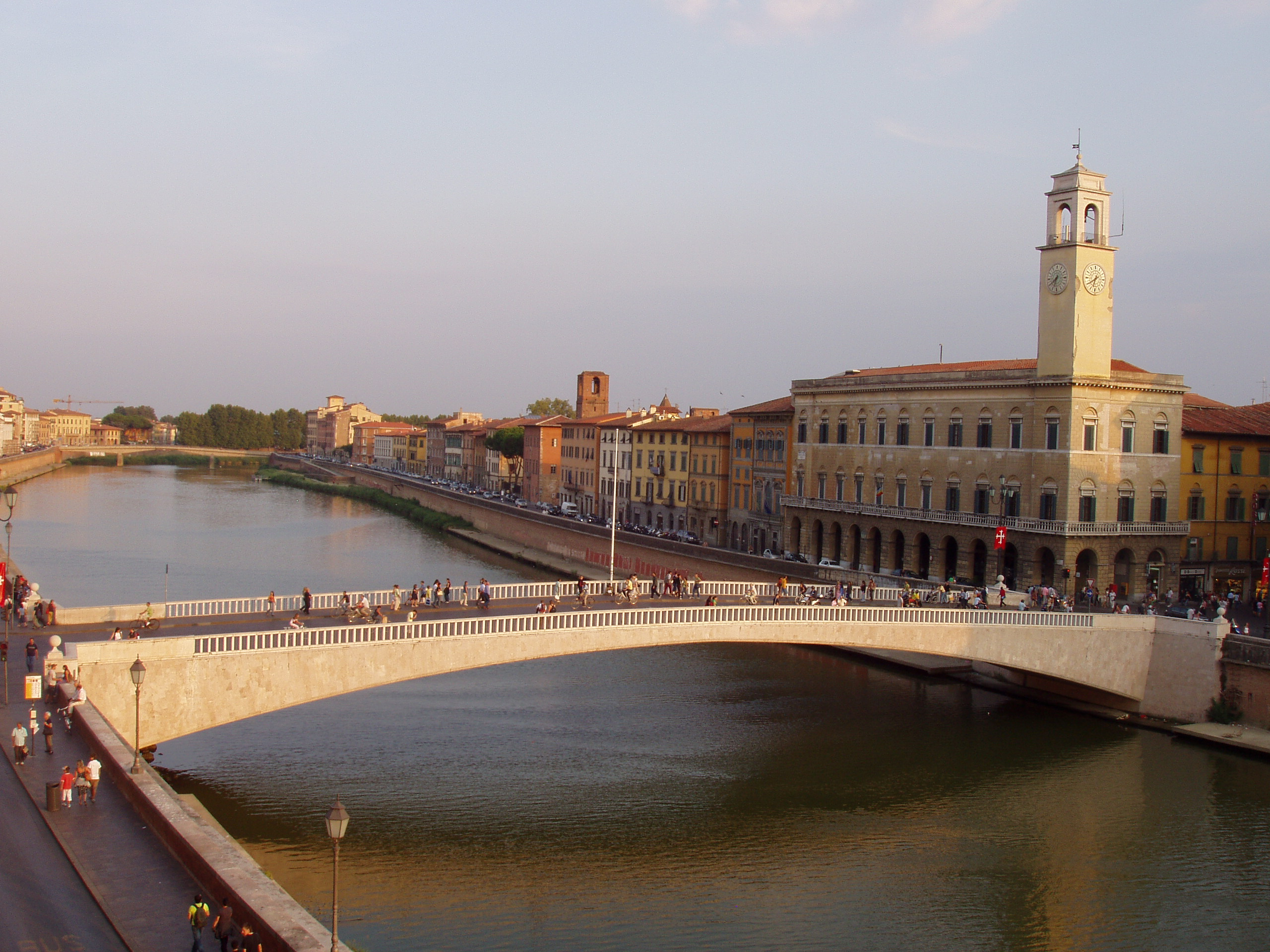
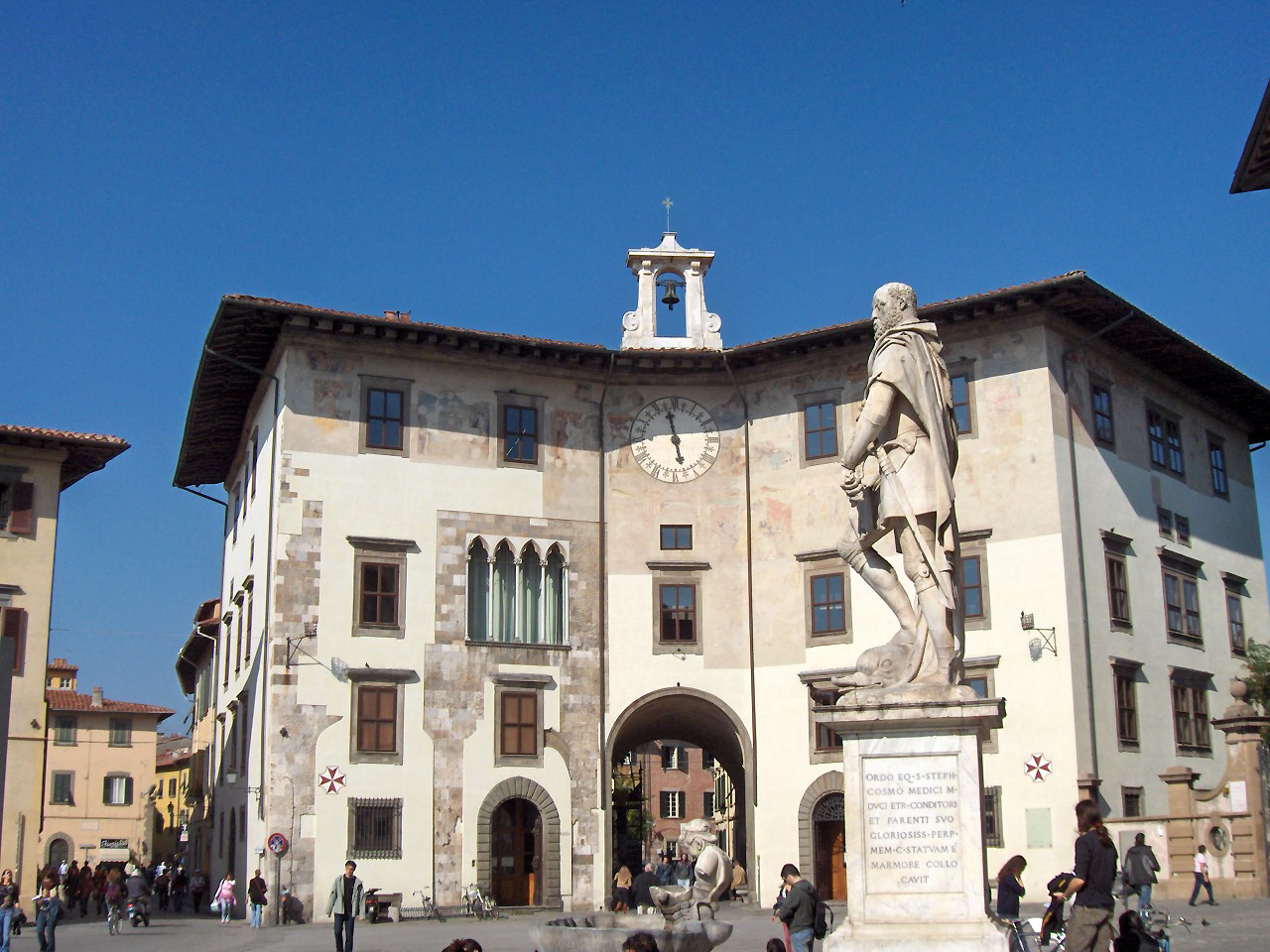
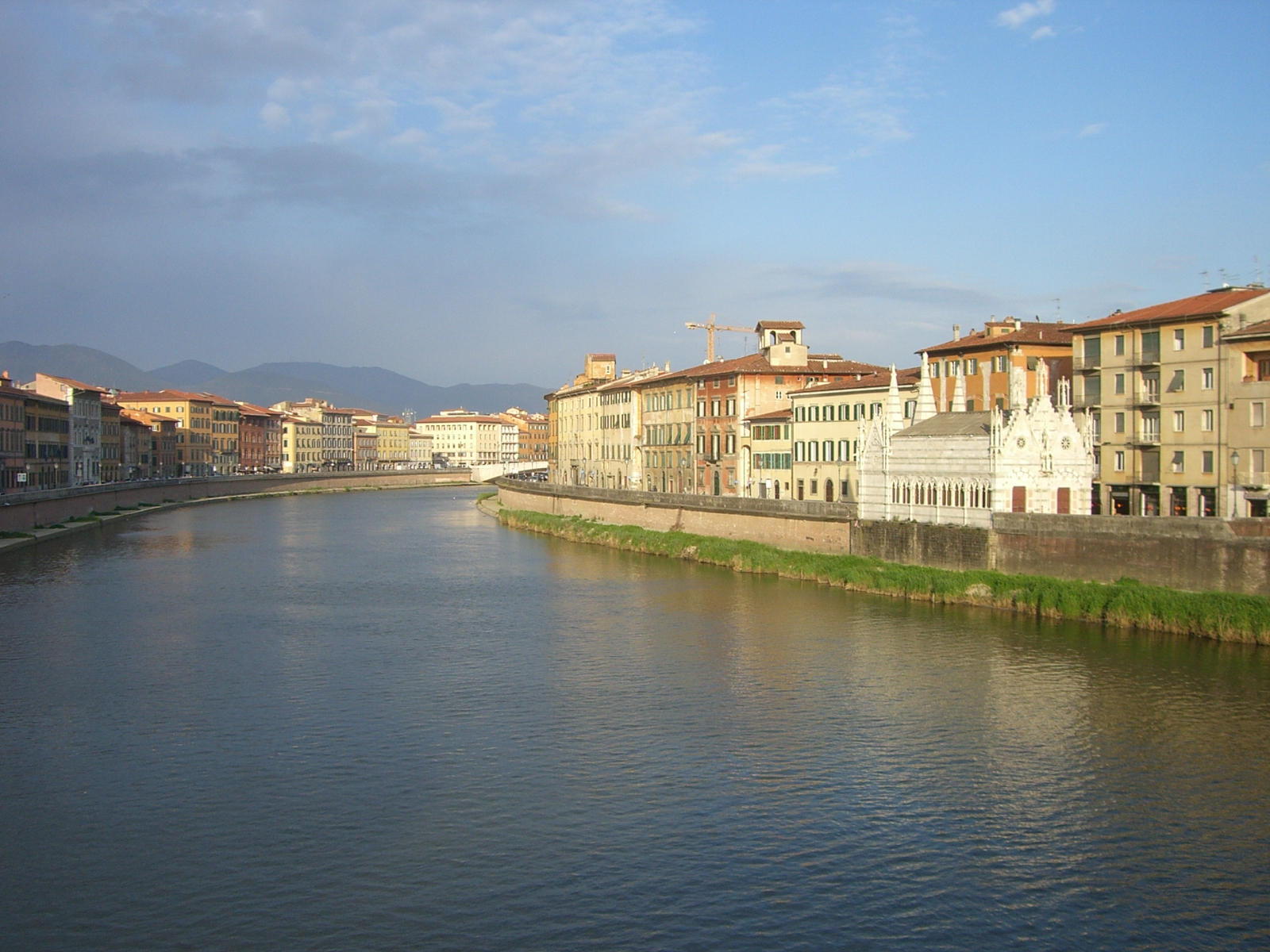
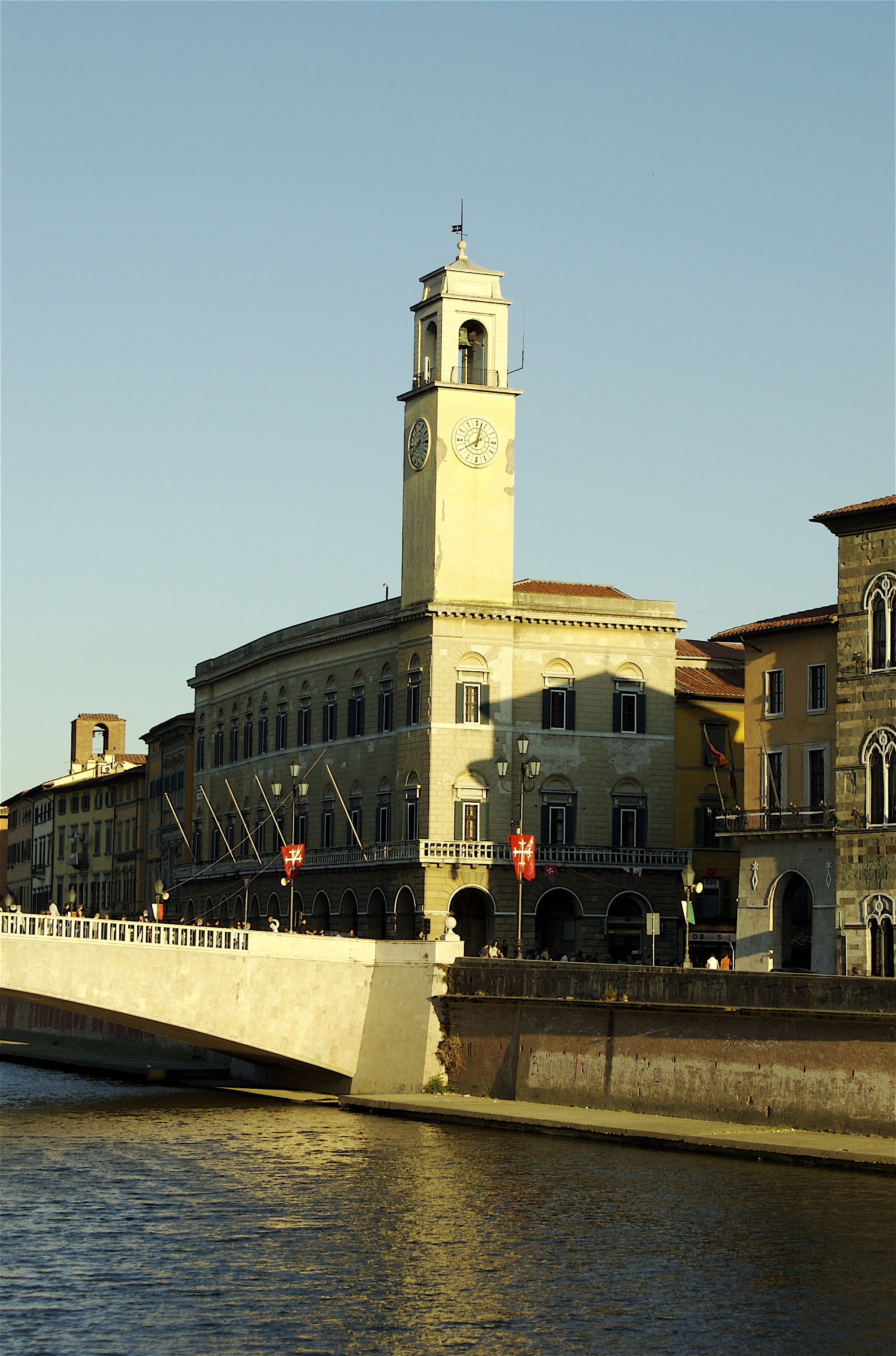
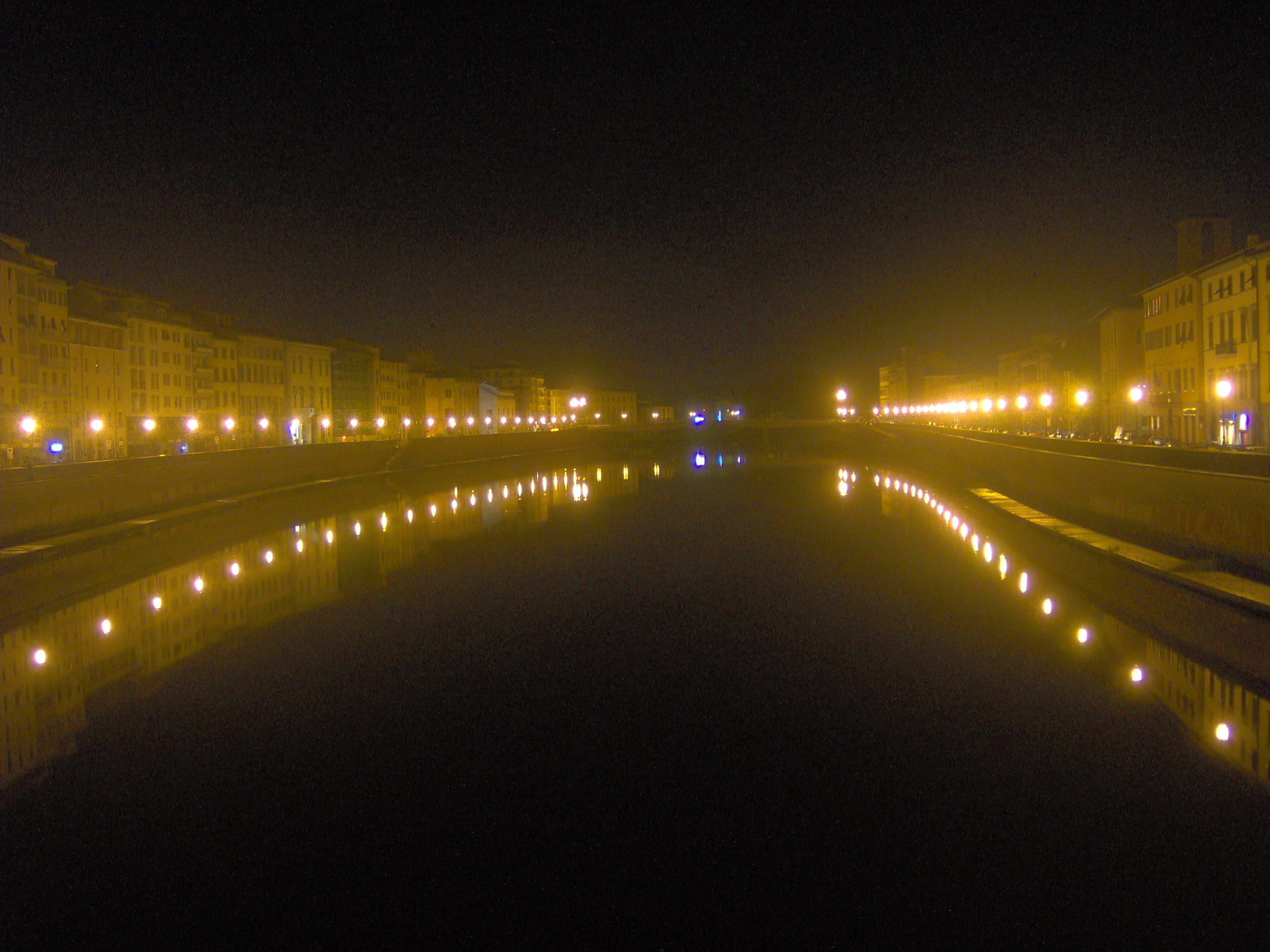
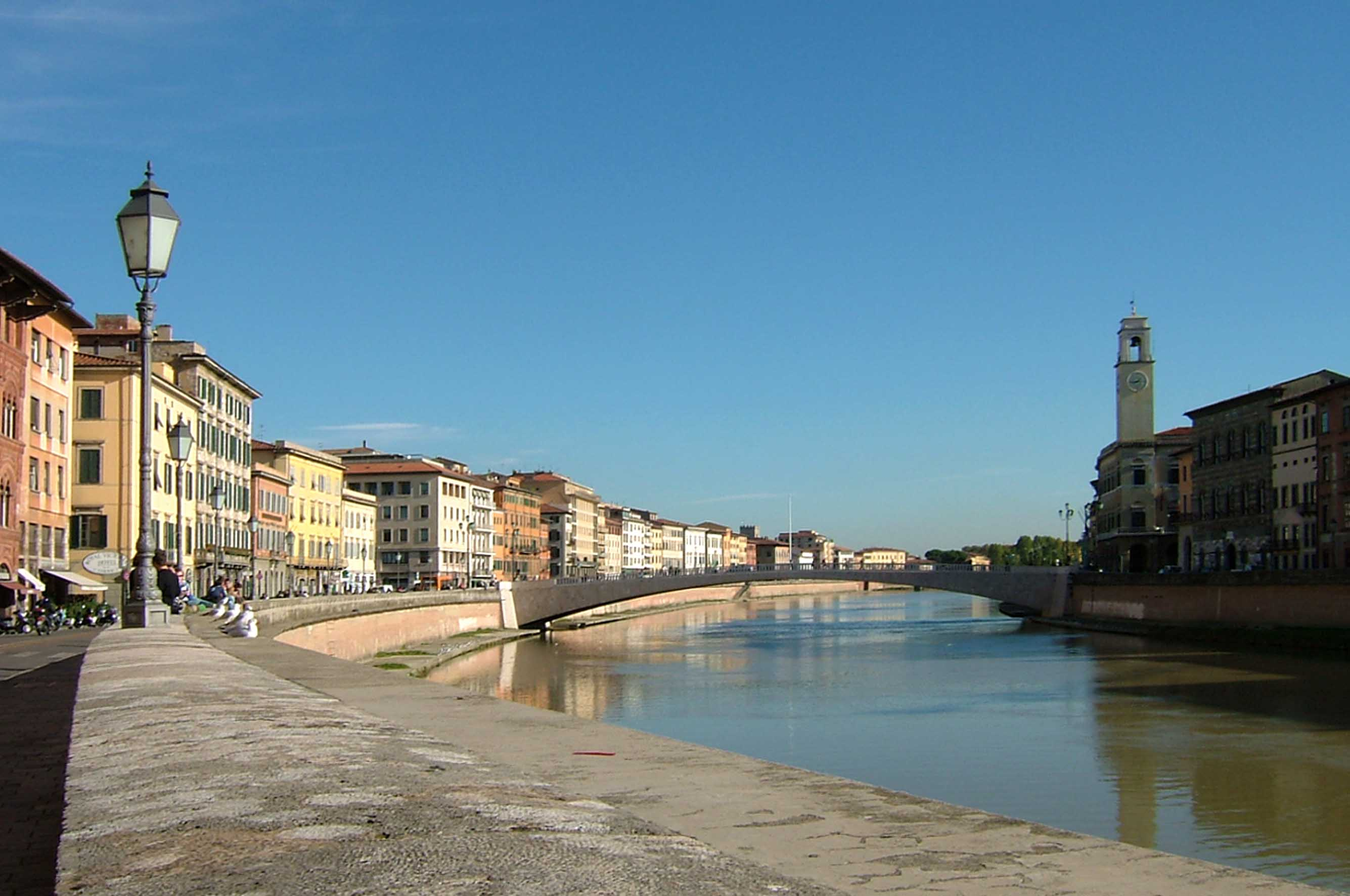
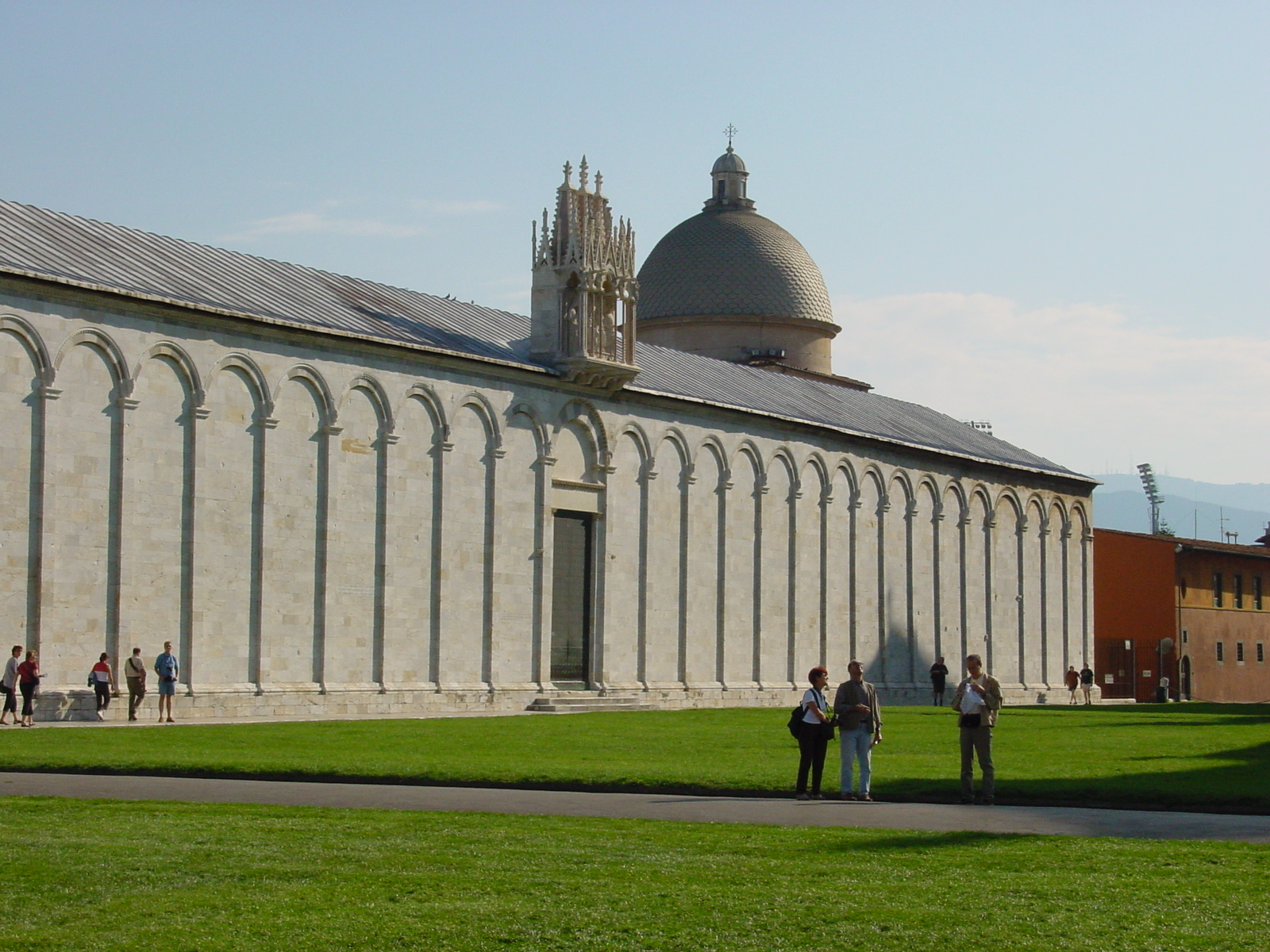
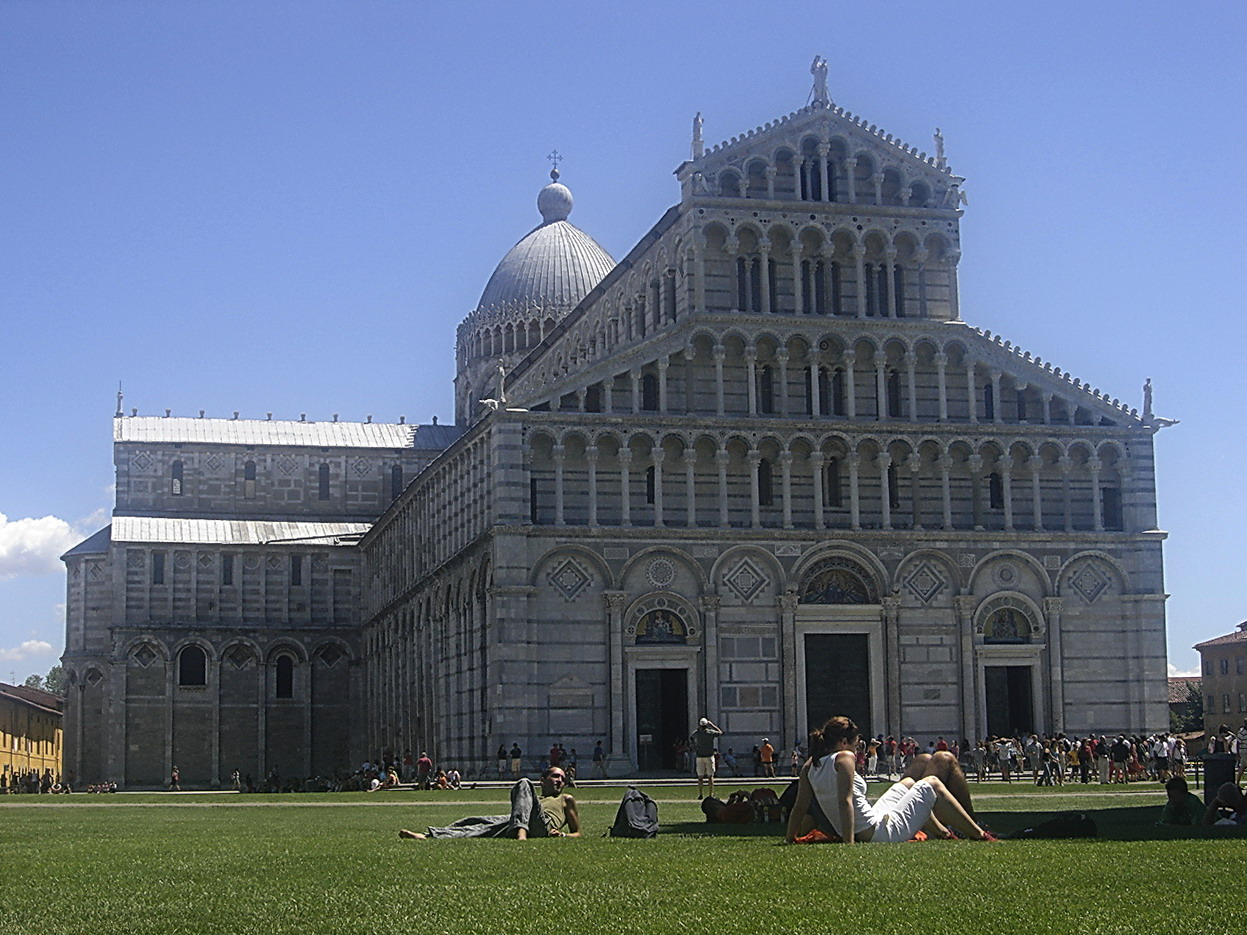

## الجغرافيا

### المناخ
| البيانات المناخية لـپيزا          | البيانات المناخية لـپيزا | البيانات المناخية لـپيزا | البيانات المناخية لـپيزا | البيانات المناخية لـپيزا | البيانات المناخية لـپيزا | البيانات المناخية لـپيزا | البيانات المناخية لـپيزا | البيانات المناخية لـپيزا | البيانات المناخية لـپيزا | البيانات المناخية لـپيزا | البيانات المناخية لـپيزا | البيانات المناخية لـپيزا | البيانات المناخية لـپيزا |
| الشهر                             | يناير                    | فبراير                   | مارس                     | أبريل                    | مايو                     | يونيو                    | يوليو                    | أغسطس                    | سبتمبر                   | أكتوبر                   | نوفمبر                   | ديسمبر                   | المعدل السنوي            |
| --------------------------------- | ------------------------ | ------------------------ | ------------------------ | ------------------------ | ------------------------ | ------------------------ | ------------------------ | ------------------------ | ------------------------ | ------------------------ | ------------------------ | ------------------------ | ------------------------ |
| متوسط درجة الحرارة الكبرى °م (°ف) | 10.9 (51.6)              | 12.4 (54.3)              | 14.8 (58.6)              | 18.0 (64.4)              | 21.9 (71.4)              | 25.7 (78.3)              | 29.1 (84.4)              | 28.8 (83.8)              | 25.7 (78.3)              | 21.2 (70.2)              | 15.5 (59.9)              | 11.5 (52.7)              | 19.6 (67.3)              |
| متوسط درجة الحرارة الصغرى °م (°ف) | 2.0 (35.6)               | 2.9 (37.2)               | 4.6 (40.3)               | 7.3 (45.1)               | 10.5 (50.9)              | 14.0 (57.2)              | 16.6 (61.9)              | 16.7 (62.1)              | 14.3 (57.7)              | 10.6 (51.1)              | 6.1 (43.0)               | 2.9 (37.2)               | 9.1 (48.3)               |
| الهطول مم (إنش)                   | 74 (2.9)                 | 69 (2.7)                 | 76 (3.0)                 | 79 (3.1)                 | 61 (2.4)                 | 43 (1.7)                 | 23 (.9)                  | 56 (2.2)                 | 89 (3.5)                 | 120 (4.7)                | 120 (4.8)                | 86 (3.4)                 | 900 (35.3)               |
| المصدر: Intellicast               |                          |                          |                          |                          |                          |                          |                          |                          |                          |                          |                          |                          |                          |

## المزارات الرئيسية

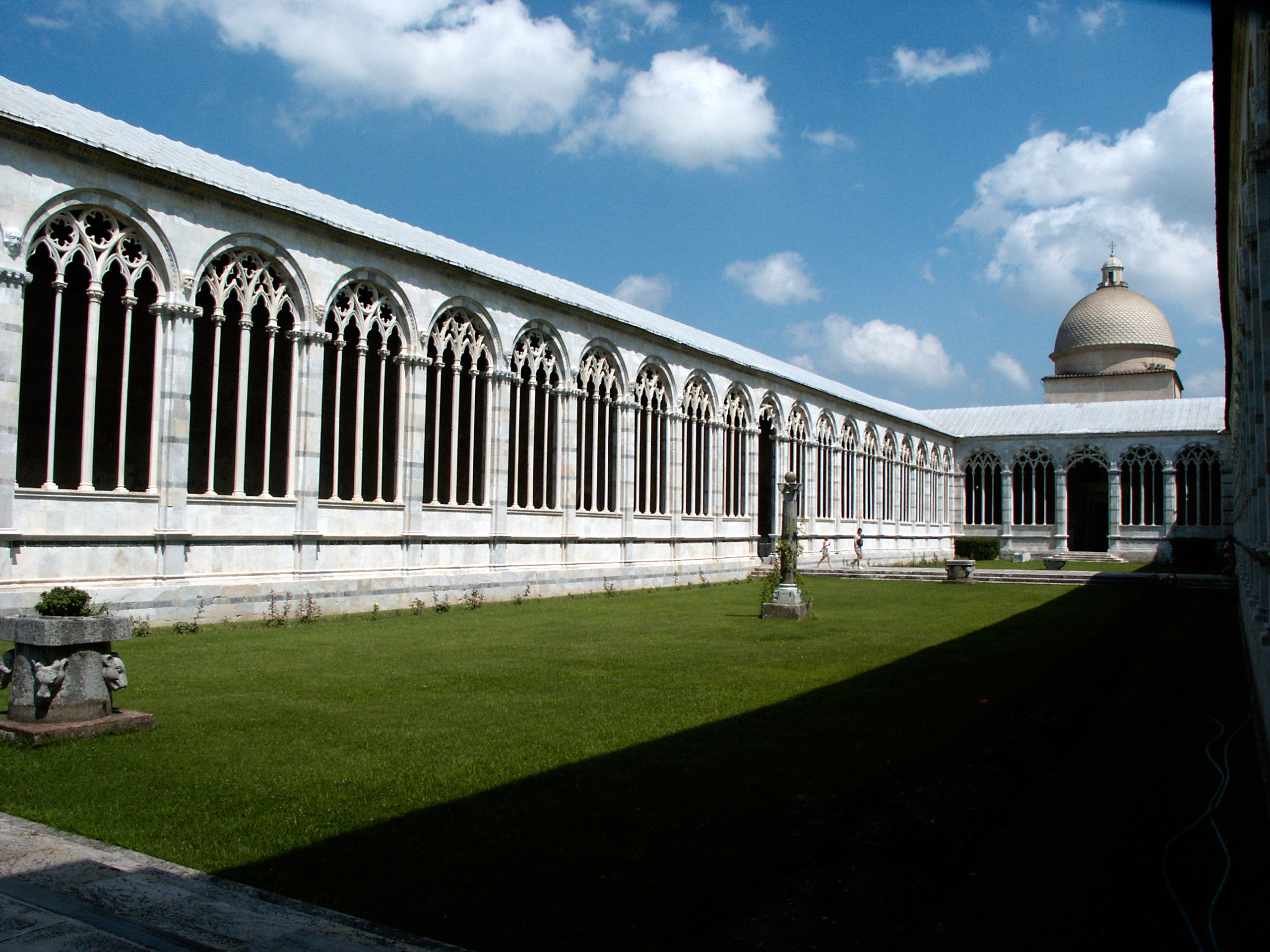
The Monumental Camposanto in the Piazza del Duomo

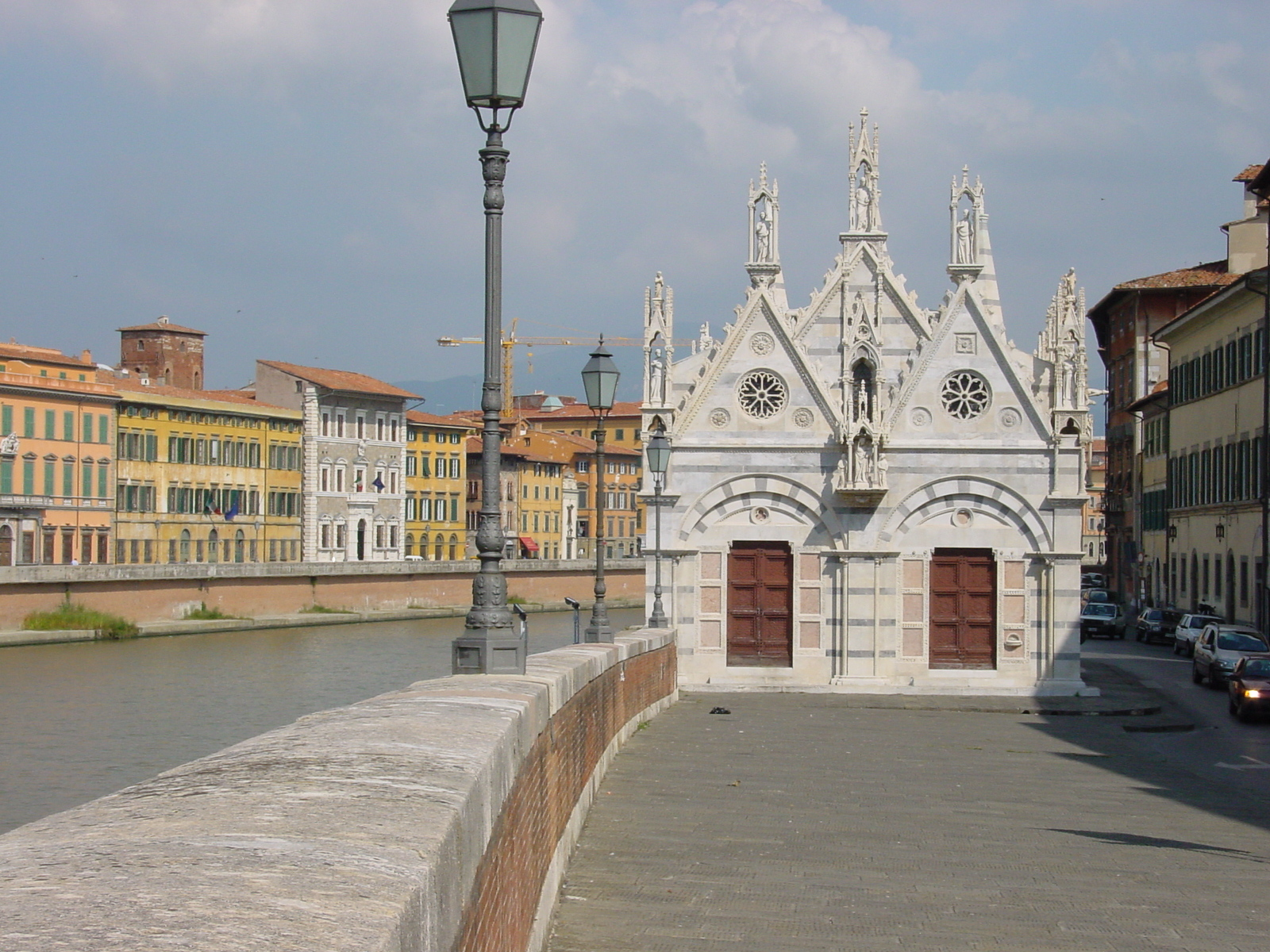
Façade of Santa Maria della Spina

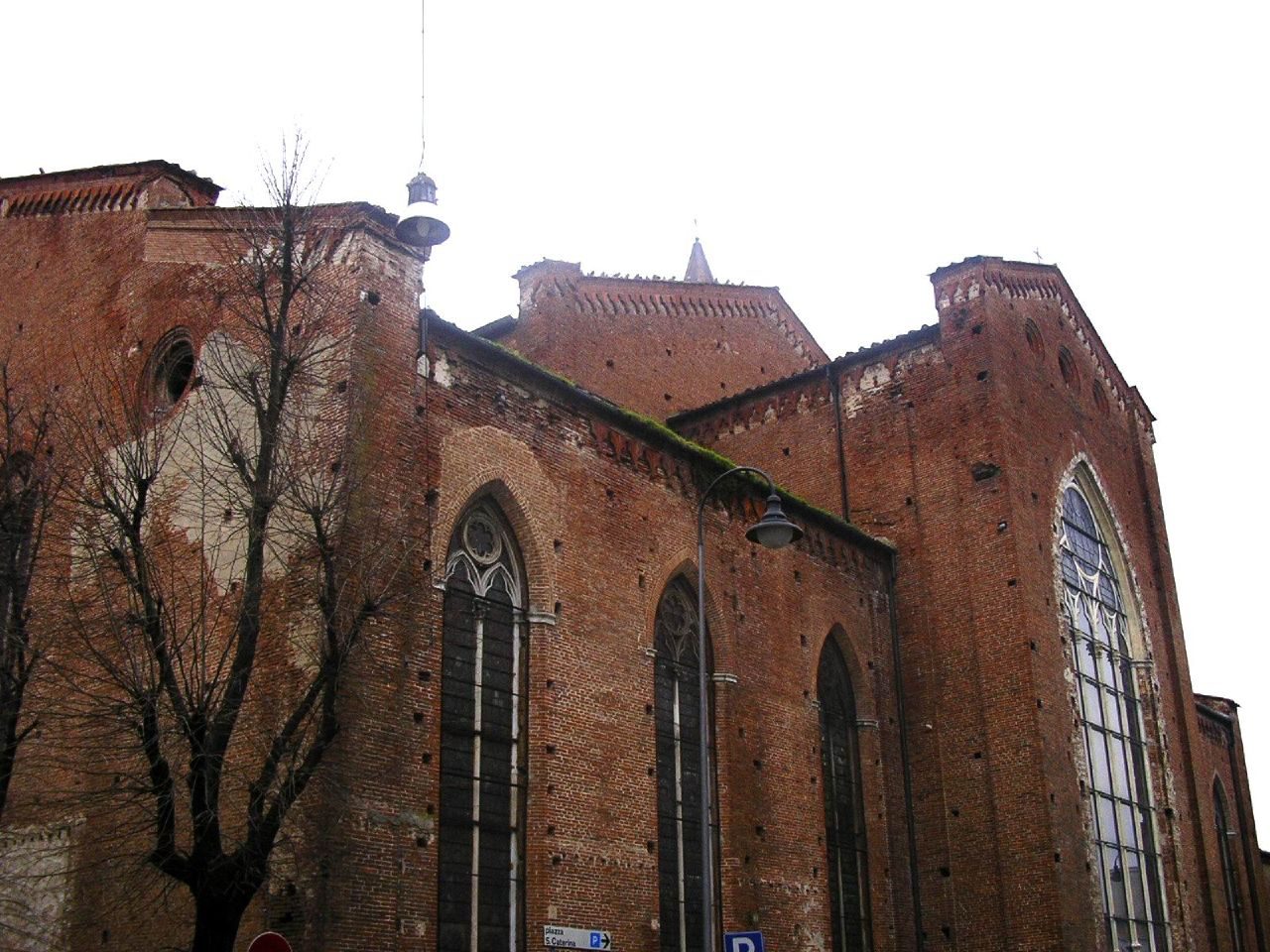
St' Francis' church

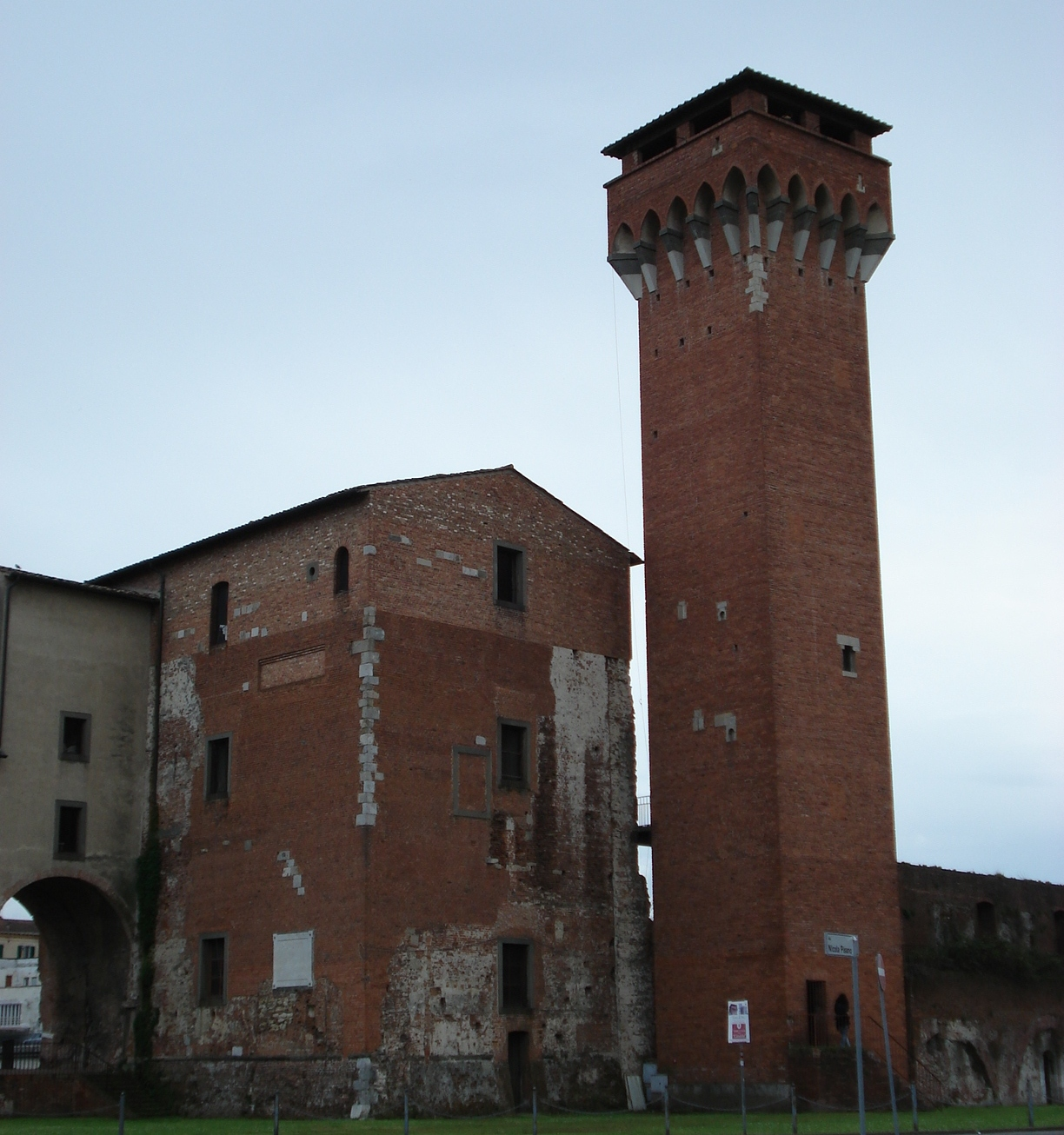
Cittadella

### الكنائس
وتكثر فيها المعالم التاريخية والعمرانية العائدة إلى القرون الوسطى التي ازدهرت فيها المدينة وأصبحت واحدة من أغنى مدن جنوبي أوروبا، فمازالت تحتفظ بأجزاء من أسوار المدينة القديمة (طولها 10.5كم) وبأبنيتها الدينية التي يتصدرها مجمع ساحة المعجزات الواقع في الجزء الشمالي الغربي من المدينة الوسيطة داخل السور، ويتألف من كاتدرائية، وبناء الأسقفية وبرج الأجراس والمقبرة مقصد السائحين والزوار، أقدمها بناء الكاتدرائية الذي بدأ تشييده عام 1063 واستمرت أعمال الزخرفة والتزيينات والإضافات إليه حتى مطلع القرن الرابع عشر (1302)، أما بناء الأسقفية فقد تم بناؤه عام 1152 وانتهى في القرن الرابع عشر، وهو بناء دائري تعلوه قبة تحمل مؤثرات إسلامية شرقية، داخلها غني بالزخارف وبدائع الفنون، ويعد بمجمله تحفة معمارية رائعة الجمال.
- Baptistry
- San Francesco  [لغات أخرى]‏
- San Frediano  [لغات أخرى]‏
- San Michele in Borgo
- San Nicola  [لغات أخرى]‏
- San Paolo a Ripa d'Arno
- San Paolo all'Orto
- San Pietro a Grado
- San Pietro in Vinculis  [لغات أخرى]‏
- San Sisto  [لغات أخرى]‏
- San Zeno  [لغات أخرى]‏
- Santa Caterina  [لغات أخرى]‏
- Santa Cristina  [لغات أخرى]‏
- Santa Maria della Spina
- Santo Sepolcro  [لغات أخرى]‏

### القصور والابراج و الفيلات
ومع ذلك يبقى برج الأجراس المعروف ببرج بيزا المائل مَعلَماً معمارياً فريداً من نوعه في العالم، بدأ العمل فيه عام 1174 وانتهى في القرن الرابع عشر أيضاً، وهو بناء أسطواني مؤلف من ثماني طبقات بارتفاع 56م من المرمر، تأثر بعدم استواء أساساته فمال البرج مقدار 5.2م عن محوره العمودي، أو ما يعادل 10درجات واستقر عندها، فأكسبه شهرة عالمية، وقد تمت تقوية أساساته بحقنها بالإسمنت، لكن خطر انهياره لازال قائماً. أما المقبرة فبُنيت على النمط القوطي الإيطالي. وفي بيزا الكثير من الكنائس العائدة للعصر الذهبي للمدينة، منها كنائس سان بيرينو وسان فريديانو وسان نيكولا وبرجها وغيرها، إضافة إلى عدد من العمائر التاريخية الجميلة.
- Palazzo del Collegio Puteano
- Palazzo della Carovana
- Palazzo delle Vedove
- Torre dei Gualandi
- Villa di Corliano

## أهم الشخصيات في بيزا
- Gaetano Bardini, tenor;
- سيرجيو بيرتوني, Italian footballer;
- أندريا بوتشيلي, tenor;
- Andrea Buscemi, actor;
- Giancarlo Ceccarini, baritone;
- جورجيو كيلليني, Italian footballer;
- إنريكو فيرمي and كارلو روبيا, physicists & Nobel prize winners;
- غاليليو غاليلي, physicist;
- Antonio Pacinotti, physicist, inventor of the دينامو؛
- أندريا بيزانو, sculptor;
- برونو بونتيكورفو, physicist;
- ليوناردو فيبوناتشي, mathematician;
- جوزويه كاردوتشي, poet & Nobel prize winner;
- أنطونيو تابوكي, writer;
- أوراتسيو جنتيلسكي, painter;
- ليو أورتولاني, comic writer;
- Afro Poli, baritone;
- جيلو بونتيكورفو, filmmaker;
- Marcello Rossi, baritone;
- Titta Ruffo, baritone;
- جيسون أكونيا, appears in Jackass;
- كارلو أزيليو تشامبي and جوفاني غرونكي, politicians, former Presidents of the Republic of Italy;
- جوليانو أماتو, politician, former Premier and Minister of Interior Affairs;
- جيوفاني جنتيلي, philosopher & politician;
- Count Ugolino della Gherardesca  [لغات أخرى]‏, noble (see also دانتي أليغييري);
- روستيشيلو دا بيزا, writer;

## الثقافة والتعليم
الغالب على وظائف مدينة بيزا اليوم الوظيفتان الثقافية ـ التعليمية، والسياحية التاريخية ـ الثقافية، إذ يبلغ عدد طلاب جامعتها التي تأسست عام 1343 أكثر من 25٪ من مجموع سكانها المقدر بنحو 100ألف نسمة (عام 2001)، وفيها معهد للمعلمين وآخر هندسي وثالث زراعي إضافة إلى معاهد أخرى ومدارس. وقد أنجبت بيزا العالم المشهور غاليلو غاليله.

## أحداث ثقافية
- Capodanno pisano (25 marzo)
- Gioco del Ponte (folklore)
- Luminara di San Ranieri
- Regate delle Antiche Repubbliche Marinare
- Premio Nazionale Letterario Pisa
- Pisa Book Festival
- Metarock

## اقرأ أيضا
- سنك تير

## مدن شقيقة
| - كولدنگ، الدنمارك - أنجيه, فرنسا (منذ 1982) - عكا، إسرائيل (منذ 1998) | - أريحا، الضفة الغربية (منذ 2000) - نايلز، إلينوي في الولايات المتحدة (منذ 1991) - كورال گيبلز، فلوريدا، الولايات المتحدة | - اونـا، ألمانيا(منذ 1996) - كالياري، سردينيا، إيطاليا |

## وصلات خارجية
- Wikivoayge: Guide to Pisa
- Official site, including webcams
- Università di Pisa
- Scuola Superiore Sant'Anna — School of Advanced Studies St.Anna, Pisa
- Scuola Normale Superiore, Pisa
- Free pictures Pisa
- Pisan residents Shelley and Byron, The Romantic Movement

### بيبلوگرافيا
- Renouard، Yves (1969). Les Villes d'Italie de la fin du Xe siècle au début du XIVe siècle.